# Stiftskirche Bützow
Die Stiftskirche St. Maria, St. Johannes und St. Elisabeth zu Bützow befindet sich in der Stadt Bützow im Landkreis Rostock, Mecklenburg. Sie ist ein typischer Bau der norddeutschen Backsteingotik und Bestandteil der Europäischen Route der Backsteingotik.
Die Stadt- oder Stiftskirche wurde in der zweiten Hälfte des 13. Jahrhunderts ursprünglich als Kollegiatstiftskirche der Residenz der Schweriner Bischöfe erbaut. Sie ist eine dreischiffige Hallenkirche mit polygonalem Chor und einem 74 Meter hohen Turm. Die Kirchengemeinde gehört zur Propstei Rostock im Kirchenkreis Mecklenburg der Evangelisch-Lutherischen Kirche in Norddeutschland.

## Denkmal nationaler Bedeutung
Die Stiftskirche wurde im Jahr 2007 als Kulturdenkmal von nationaler Bedeutung eingestuft. Somit stellt die Bützower Kirche einen bedeutenden Teil des kulturellen Erbes des Landes Mecklenburg-Vorpommern dar.

## Geschichte

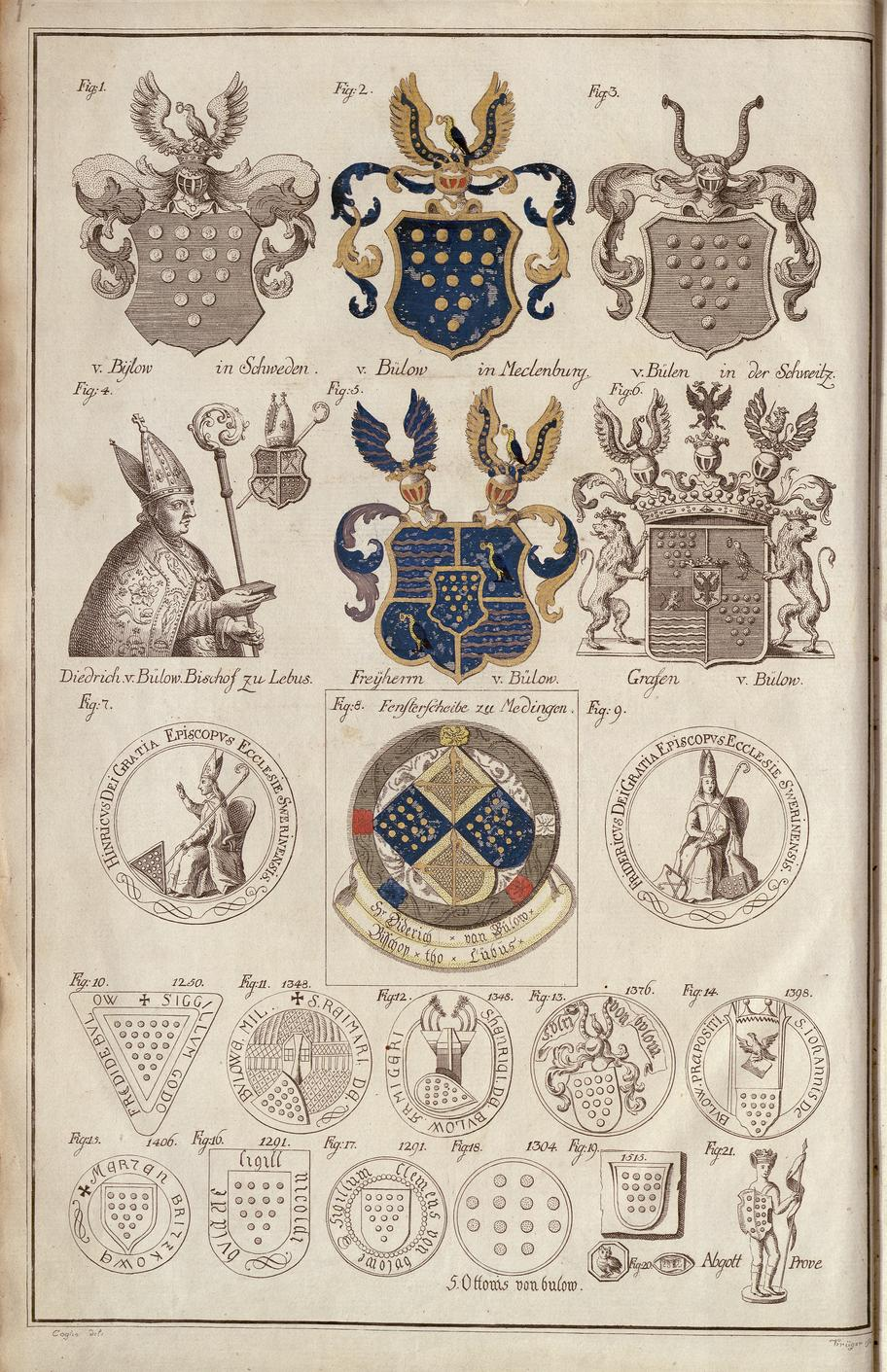
Wappen der v. Bülow und Siegel der Bülowschen Bischöfe von Schwerin

Seit 1239 war Schloss Bützow Hauptresidenz des Bistums Schwerin. Das Domkollegiatstift wurde im Jahr 1248 gegründet. So entstand der Wunsch, eine entsprechende Stadt- und Domkirche zu bauen. Der Bau wurde vor allem von dem Bischof Friedrich II. von Bülow (1366–1377) vorangetrieben.
Die Kirche war nach der Stiftungsurkunde dem Herrn Jesus Christus, der Jungfrau Maria, dem Evangelisten Johannes und der heiligen Elisabeth gewidmet. Johannes der Evangelist war der Schutzheilige des Domes und Bistums zu Schwerin. Das Patrozinium der heiligen Elisabeth ist ungewöhnlich, da diese erst 1231 gestorben und im Jahr 1235 heiliggesprochen wurde, also zur Zeit der Gründung des Kollegiatstiftes von Bützow 1248 noch eine sehr „junge“ Heilige war. Die Kirche zu Bützow war also eine Elisabethkirche. Später kam noch eine andere Lokalheilige dazu, die heilige Katharina von Schweden.
Ein Vorgängerbau entstand in der ersten Hälfte des 13. Jahrhunderts und wurde vom Schweriner Bischof Brunward (1191–1238) geweiht. Ende des Jahrhunderts erfolgte die Errichtung eines basilikalen Chores im gebundenen System.
Der Bau der größeren Kirche begann dann in der zweiten Hälfte des 13. Jahrhunderts. Teile dieser älteren Kirche sind im östlichen, sich dem Chor anschließenden Teil zu sehen. Davon sind heute noch das aufwendige Nordportal mit profiliertem Feldsteinsockel und Spuren der ehemaligen Sakristei und die Mittelschiffspfeiler mit den Kapitellen und Ansätzen der Arkadenbögen sichtbar.
Anfang des 14. Jahrhunderts wurde das Langhaus als dreischiffige fünfjochige Hallenkirche in Richtung Westen erweitert und der Bau des eingezogenen Turmes vorbereitet. Das Dachwerk wurde errichtet, anschließend der geschmückte Westgiebel mit einer offenen Verzahnung auf der ganzen Innenwand für den geplanten Turm gemauert.
Der jetzige Chorraum wurde in der Zeit von 1365 bis 1375 erhöht und teilweise erweitert. Zu Beginn des 15. Jahrhunderts wurde dann der quadratische Westturm aus Backstein mit einem Kern aus Feldsteinen mit seiner gewölbten Turmhalle angefügt und erhielt den mächtigen Turmhelm.
Im 18. und 19. Jahrhundert wurde die Kirche restauriert und teilweise umgebaut. Die erste Renovierung 1728 wurde an der westlich gelegenen Wand des nördlichen Seitenschiffes dokumentiert: „Diese Kirche ist vordem der heiligen Elisabeth geweihet, nun aber dem dreieinigen Gott zu Ehren repariret. MDCCXXIIX.“ In den Jahren von 1760 bis 1789 wurde die Kirche als Festsaal der Universität Bützow genutzt. Von 1858 bis 1861 wurde der Innenraum neugotisch umgestaltet und renoviert. Außerdem wurde ein neugotischer Altar ergänzt.
Die im Jahr 1412 in der Glockenwerkstatt Rickert de Monkehagen hergestellte Große Glocke wurde im Jahr 1873 umgegossen.

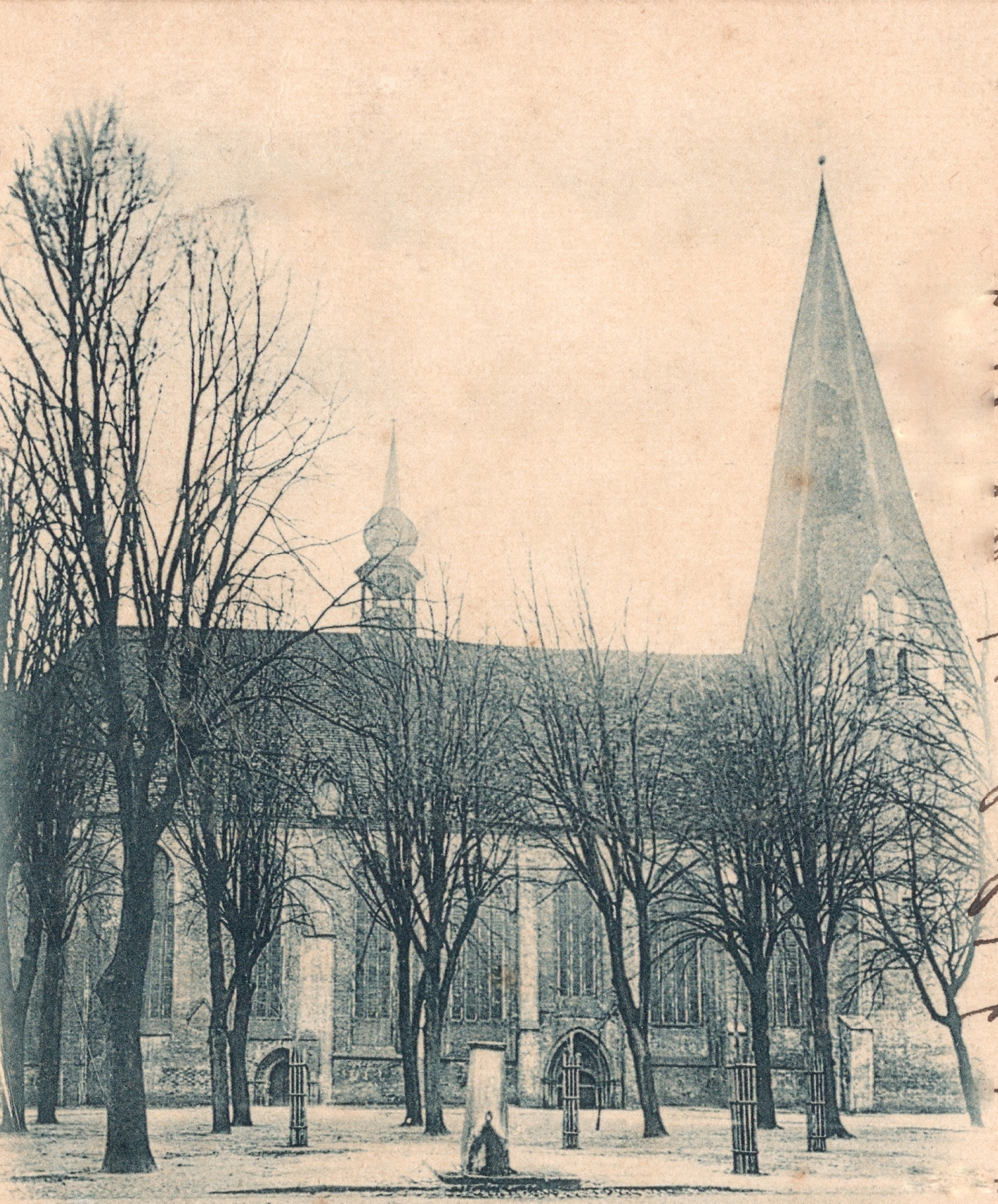
Ansicht um 1900

Um 1900 wurde eine Warmluftheizung für den Innenraum eingebaut und der Marienaltar aus dem Jahr 1503 wurde wieder im Chor aufgestellt. In den folgenden Jahrzehnten wurde nur wenig an der Kirche verändert, lediglich die Fenster 1972 instand gesetzt und 1992 die Dachreiter notgesichert. In den 1990er Jahren begann eine grundlegende Sanierung der Kirche mit Arbeiten am Turmdach. Es folgte 1997 bis 1999 die Orgelsanierung mit der Rückführung auf den Ursprungszustand. Im Außenbereich wurde der Sockel freigelegt und mit der Mauerwerkssanierung begonnen. 2003 konnte der Marienaltar saniert werden und von 2005 bis 2006 die Priesterpforte.
Im Jahr 2007 wurde mit der Sanierung des Dachtragwerkes von Langhaus und Chor begonnen. Diese Arbeiten zogen sich bis in das Jahr 2010. Dabei wurden Kirchenschiff, Chor und Dachreiter komplett neu eingedeckt. Gleichzeitig wurden Maurerarbeiten an Traufen, Ortgängen und der inneren Giebelwand durchgeführt.

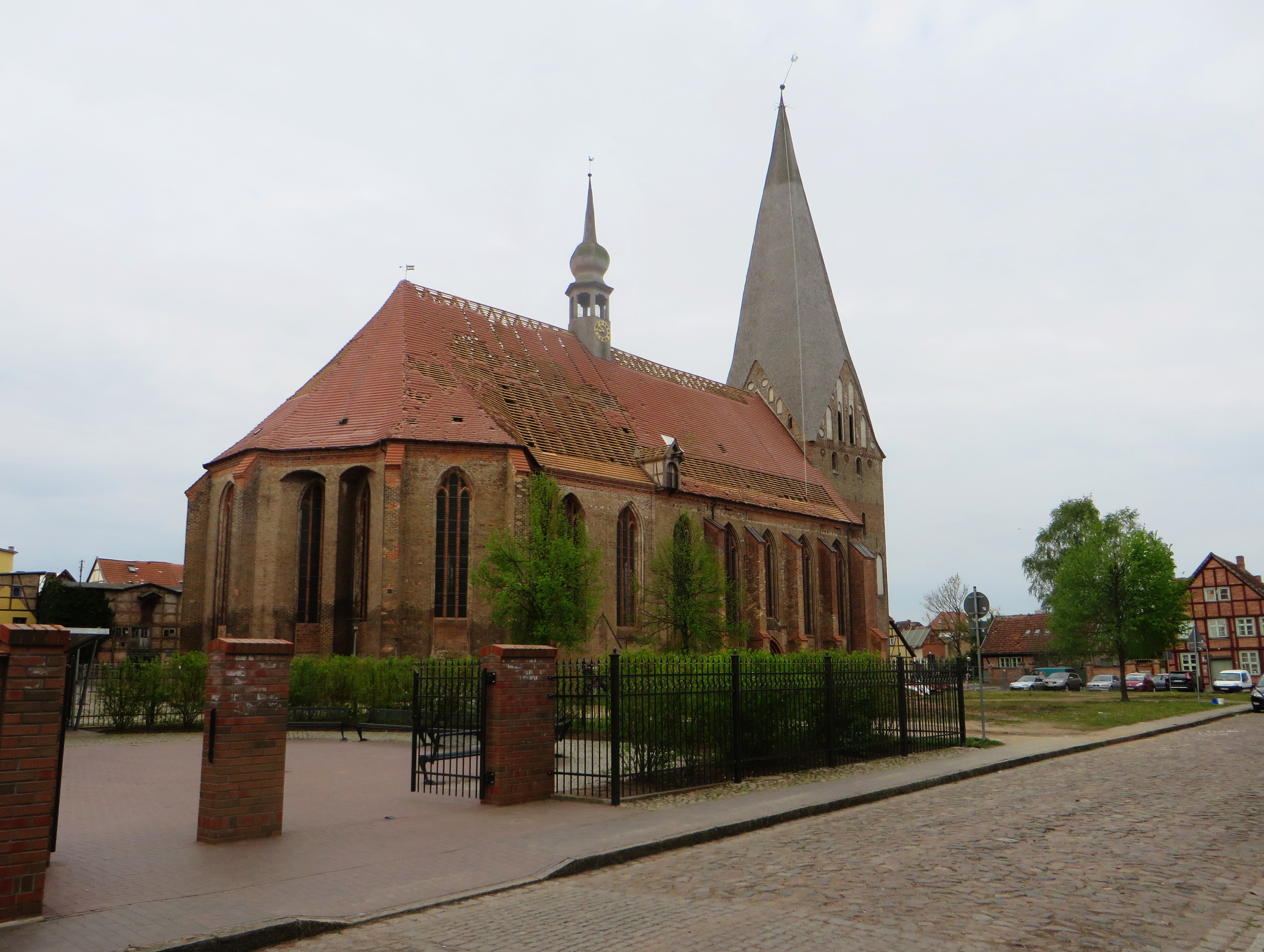
Bützower Stiftskirche vier Tage nach dem Tornado 2015

2015 kam es zu Beschädigungen durch einen Tornado der Stufe F3 auf der Fujita-Skala, der auch weitere nahe stehende Baudenkmale in Mitleidenschaft zog. Der Tornado fegte die Dacheindeckung vom Langhaus und hob das Dach des Kirchturms an, das dabei leicht verschoben wurde. Die Deutsche Stiftung Denkmalschutz stellte anschließend zunächst einen Betrag von 210.000 Euro als Soforthilfe zur Verfügung. Zur kompletten Bauwerksicherung werden jedoch noch weitere Spendengelder benötigt.

## Architektur

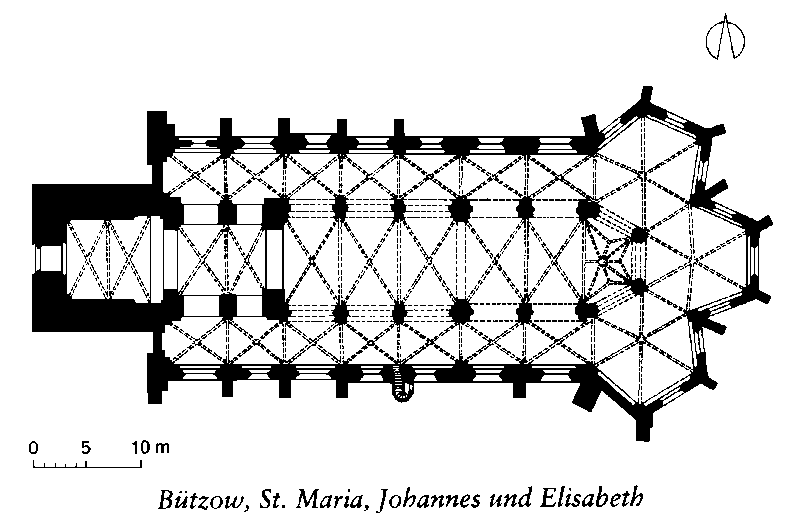
Grundriss der Kirche

Die Kirche ist eine gewölbte Backsteinhallenkirche mit drei gleich hohen Schiffen, von denen das Mittelschiff sehr breit und die beiden Seitenschiffe schmaler sind. Sie hat sieben Joche, ein Binnenchorjoch mit einem 3/8-Schluss und einen Umgangschor mit drei polygonalen Kranzkapellen. Letztere haben einen gleich hohen, weiten, polygonen Chorschluss. Der Außenbau wird durch Strebepfeiler, Kaffgesims und hohe drei- und vierteilige Spitzbogenfenster gegliedert. Die Portale sind qualitätsvoll verziert. Die Kirche hat ein hohes Satteldach mit barockem Dachreiter.
Haupt- und Nebenschiffe werden von Kreuzrippengewölben und das Chorpolygon von einem Sterngewölbe überspannt. Im westlichen Bereich der Seitenschiffe befinden sich hölzerne Emporen. Die Pfeiler haben eine ungewöhnliche Form mit sechs Halbrundvorlagen über einem gerundeten Pfeilerkern. Die Kapitelle sind figürlich gestaltet. Die westlichen Pfeiler sind besonders kräftig mit querrechteckigem Kern und sollten einen geplanten Westturm tragen. Den Ostteil des Mittelschiffes bestimmen die zwei Joche des Vorgängerbaues mit ihren Wandvorlagen, die aus der Hälfte eines Achtecks gebildet und mit einem Trapezkapitell gekrönt werden. Begleitet werden sie von Runddiensten mit Kelchkapitellen. In den Seitenschiffen zieren Knospenkapitelle die Pfeiler.

### Mittelschiff

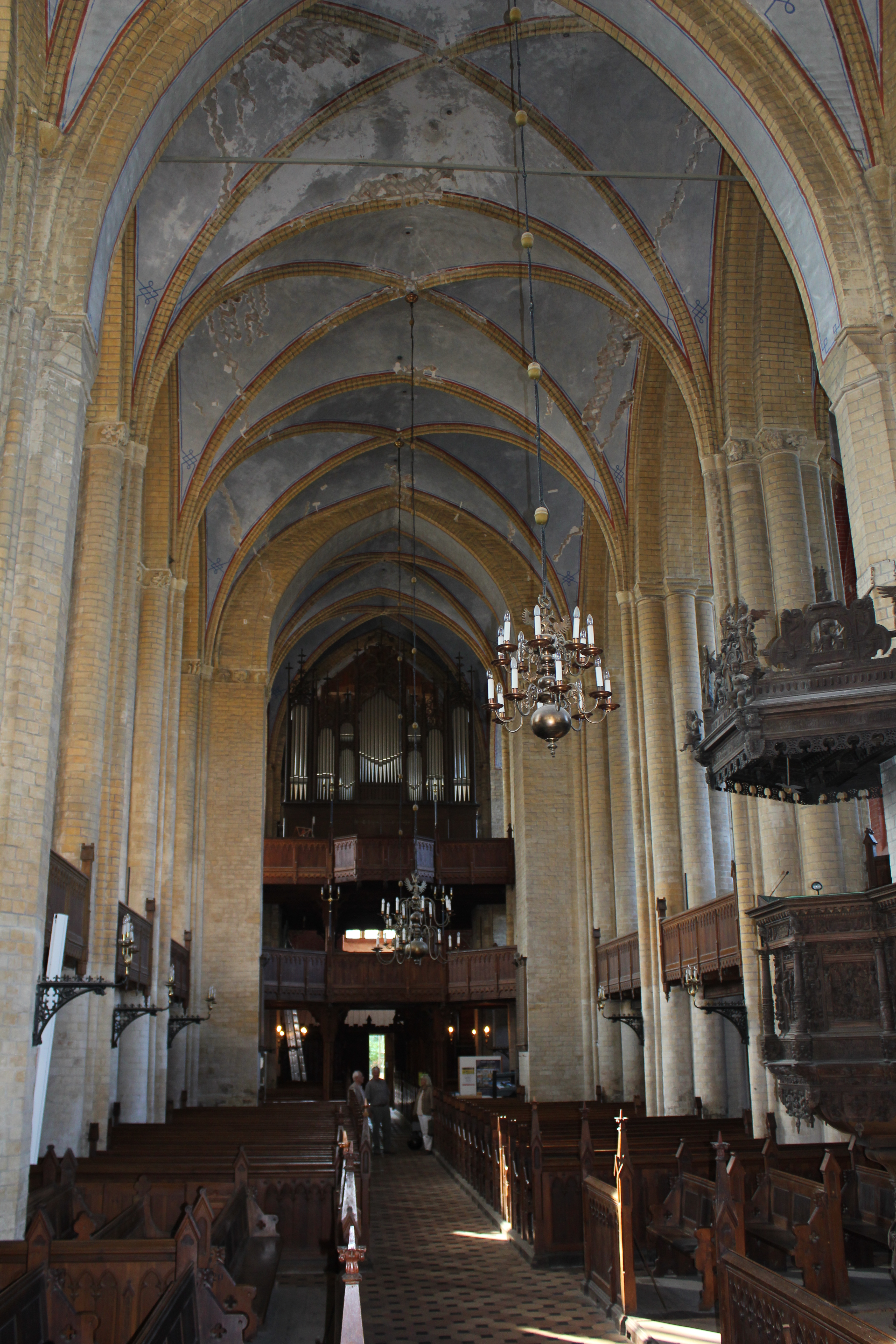
Langhaus (nach Westen)

Von dem alten Kirchenbau aus dem Beginn des 13. Jahrhunderts sind im Mittelschiff noch die beiden Joche westlich vom Chor erhalten, die auf einem ganzen Pfeilerpaar und zwei halben Pfeilerpaaren ruhen. Dies dürfte das Schiff der alten Kirche gewesen sein, an das früher wahrscheinlich eine kleinere, viereckige Altarkirche im Osten angebaut war.
Diese alte Kirche musste in der zweiten Hälfte des 14. Jahrhunderts dem weiten polygonen Chorschluss weichen. Sie war nur halb so hoch wie die jetzige Kirche. Die Pfeiler der alten Kirche sind an den vier Seiten mit Halbsäulen und ebenso an den vier Ecken in den Winkeln bekleidet und haben mit Weinlaub geschmückte Kapitelle aus Ziegeln. An der Breite der Kirche wurde nichts verändert, was an den Resten der alten Pilaster sichtbar ist, die noch im Inneren an den Seitenwänden stehen. Das an der Nordseite befindliche mit Weinlaub verzierte, spitzbogige Hauptportal gehörte auch zum Vorgängerbau. Die Fenster wurden der neuen Form angepasst, erhöht und erweitert.
Der Anbau an die alte Kirche aus dem dritten Viertel des 13. Jahrhunderts verlängert das Kirchenschiff um die gleiche Länge, also zwei Gewölbe lang. Die Kirchenhöhe wurde verdoppelt. Die Pfeiler im neueren Anbau sind ebenfalls mit Halbsäulen versehen. Die reich geschmückten Kapitelle tragen verschiedenartige Verzierungen aus Laubwerk, grotesken Menschen- und Tiergestalten und Menschenköpfen.

### Chor
Der jetzt bestehende Chor ist kurz vor dem Jahr 1364 gegründet und in der Zeit von 1365 bis 1375 vollendet worden. Die Baunaht zum Langhaus ist außen und innen deutlich sichtbar. Der Chorumgang mit den Kranzkapellen unterscheidet sich stilistisch von den übrigen Teilen der Kirche. Der innere Chor wird von einem Gewölbe überfangen, das von hohen, schlanken Pfeilern getragen wird. Der Umgang hinter dem Chor ist zu drei großen Kapellen weit über die Ringmauern der Kirche hinausgerückt. Im Äußeren ähnelt der Bau den Kirchen der Hansestädte dieser Zeit, etwa der Marienkirche in Rostock. Für die Grundrissdisposition von Umgangschor mit polygonalen Kranzkapellen ist das Vorbild im Schweriner Dom zu suchen. Der Chor wurde auf einen hohen Granitsockel gegründet.
An allen fünf Pfeilern des neuen Chors ist an der Außenseite das von Bülow’sche Wappen angebracht, das auf den Bauherren, einen Bischof von Schwerin aus dem Hause von Bülow hinweist.

### Kirchturm

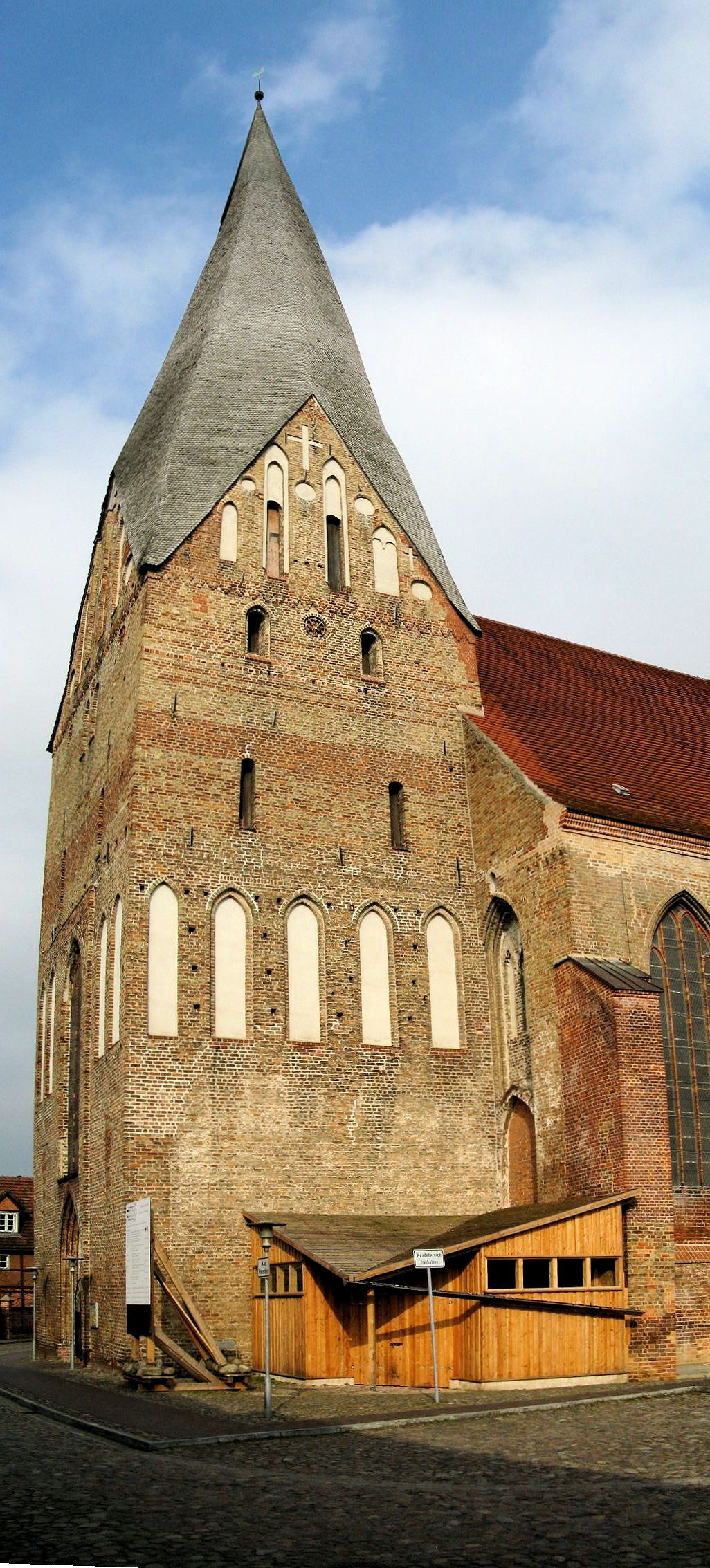
Turm (2009)

Der Kirchturm stammt vermutlich noch aus der zweiten Hälfte des 13. Jahrhunderts und wurde wohl bald nach dem neuen Kirchenschiff erbaut. Dafür spricht, dass seine unteren Räume in die Kirche integriert worden sind. Der Turm ist die größte erhaltene mittelalterliche Turmkonstruktion des Ostseeraumes aus der Mitte des 15. Jahrhunderts. An den Ecken des Turmes stehen vier rechtwinklige Pfeiler aus glattem Mauerwerk ohne Schmuck. Diese Pfeiler ragen weit in das Mittelschiff vor und tragen den eigentlichen Turm. Zwischen je zwei starken Pfeilern steht ein viel schmalerer Pfeiler, um die Gewölbe zu tragen. Eine geplante Turmspitze aus Mauerwerk ist nie zur Ausführung gekommen. Der quadratische Turm hat einen achtseitigen schindelgedeckten Helm nach Art der sogenannten Mecklenburger „Bischofsmützen“ und ist bis oben begehbar. Ein Umbau des Turmes erfolgte im Jahr 1728.

### Mauerwerk
Die Ringmauern, die in der zweiten Hälfte des 14. Jahrhunderts beim Anbau des neuen Chores vielfach umgestaltet wurden, sind, wie auch der neue Chor und der neue Turm, aus roten Ziegeln erbaut. Das Innere und der ältere Teil der Kirche, d. h. die Pfeiler, Kapitelle, Gurtbögen und Gewölbe sind mit gelbweißen Ziegeln ausgeführt.

### Dach
Das Kirchendach ist ein aufgeständertes Kehlbalkendach (Hallenrahmendach) aus Eichenholz in seiner frühen Form. Das Oberdach in Bützow ist noch konventionell als Kreuzstrebendach verzimmert, wie es in Norddeutschland durch das ganze Mittelalter hindurch dominiert. Ähnlich einem niederdeutschen Hallenhaus wird die große Breite durch Aufständerung des Mittelschiffdaches unter gleichzeitiger Anschiftung der Sparren zur Überdeckung der Abseiten bzw. der Seitenschiffe überdeckt. Während die Längs-, weniger die Queraussteifung, anfangs noch sehr schwach entwickelt ist (Greifswald, St. Marien mit einer einzigen Riegelkette und wenigen aufgenagelten bauzeitlichen Streben), wurde das System im ausgehenden 14., vor allem aber im 15. Jahrhundert, perfektioniert.
Das Turmdach lagert auf zwei ineinandergeschachtelten Ständergerüsten. Das innere Gerüst beginnt bereits im Obergeschoss des Turmschaftes. Die Außenwände verjüngen sich entsprechend und wurden erst aufgemauert, nachdem die Zimmerer ihr Werk vollendet hatten. Die gesamte Konstruktion mit ihren diversen Stühlen ist offenbar vollständig erhalten.

### Dachreiter
Der Dachreiter wurde 1682 errichtet. Durch zahlreiche Reparaturen vom 17. bis 19. Jahrhundert ist die ursprüngliche Konstruktion kaum mehr zu erkennen. Die Sparren des Unterdaches wurden größtenteils um 1800 durch Kiefernholz ersetzt.

## Ausstattung

### Orgel
Die Orgel wurde 1877 von dem Orgelbauer Friedrich Friese in einem vorhandenen Gehäuse erbaut. Das Gehäuse wurde 2017 dendrochronologisch auf 1520 datiert und ist damit der älteste Orgelprospekt in Mecklenburg. Urkundlich belegt sind Arbeiten an einem in dem Gehäuse befindlichen Instrument in dem Jahre 1621. Das Gehäuse kam wohl erst 1877 in die Stiftskirche und wurde dort angepasst. Insbesondere wurde das Rückpositiv-Gehäuse beseitigt. Das Instrument besteht in Teilen ebenfalls aus älterem Pfeifenmaterial. 1963 wurde die Orgel durch den Orgelbauer Jehmlich (Dresden) klanglich umgestaltet, 1999 wurde die Orgel durch den Orgelbauer Wegscheider (Dresden) restauriert und klanglich rekonstruiert; nach dem Tornado in Bützow erfolgte 2016/17 eine grundlegende Reinigung und Neuintonation, wiederum durch Mitarbeiter von Orgelbau Wegscheider. Das Schleifladen-Instrument hat 28 Register auf zwei Manualen und Pedal. Die Trakturen sind mechanisch.
| I Hauptwerk C–f3 |               |       |
| 1.               | Bordun        | 16′   |
| 2.               | Principal     | 8′    |
| 3.               | Doppelt Flöte | 8′    |
| 4.               | Bordunalflöte | 8′    |
| 5.               | Gedact        | 8′    |
| 6.               | Gamba         | 8′    |
| 7.               | Octave        | 4′    |
| 8.               | Spitzflöte    | 4′    |
| 9.               | Quinte        | 2 ⁄3′ |
| 10.              | Octave        | 2′    |
| 11.              | Mixtur III-V  |       |
| 12.              | Trompete      | 8′    |

| II Oberwerk C–a3 (schwellbar) |                   |     |
| 13.                           | Lieblich Gedact   | 16′ |
| 14.                           | Geigend Principal | 8′  |
| 15.                           | Zartflöte         | 8′  |
| 16.                           | Viola d’amour     | 8′  |
| 17.                           | Lieblich Gedact   | 8′  |
| 18.                           | Rohrflöte         | 4′  |
| 19.                           | Octave            | 4′  |
| 20.                           | Clarinette        | 8′  |
|                               | Calcant           |     |

| Pedalwerk C–d1 |              |     |
| 21.            | Principalbaß | 16′ |
| 22.            | Violon       | 16′ |
| 23.            | Subbaß       | 16′ |
| 24.            | Principalbaß | 8′  |
| 25.            | Baßflöte     | 8′  |
| 26.            | Violoncello  | 8′  |
| 27.            | Octave       | 4′  |
| 28.            | Posaune      | 16′ |

- Koppeln: Manualcoppel, Pedalcoppel (I/P)
- Spielhilfen: Sperrventile für Hauptwerk, Oberwerk, Pedal; Sperrventilstritt für 4 Pedalregister.

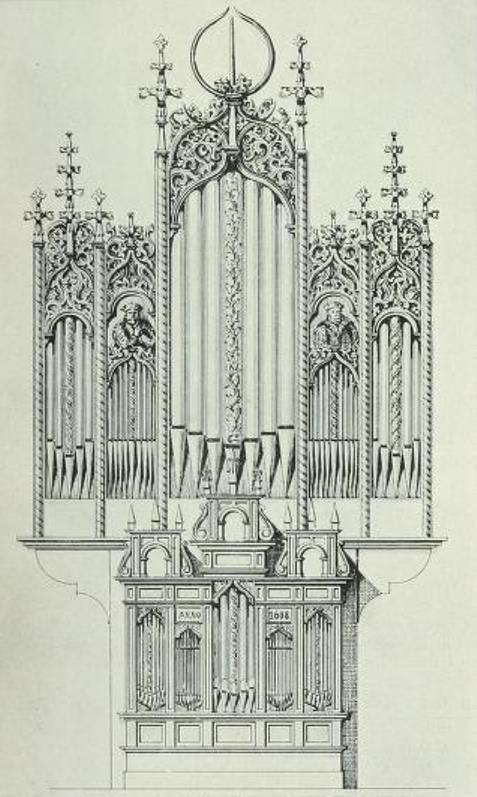
Prospekt der alten Orgel um 1520
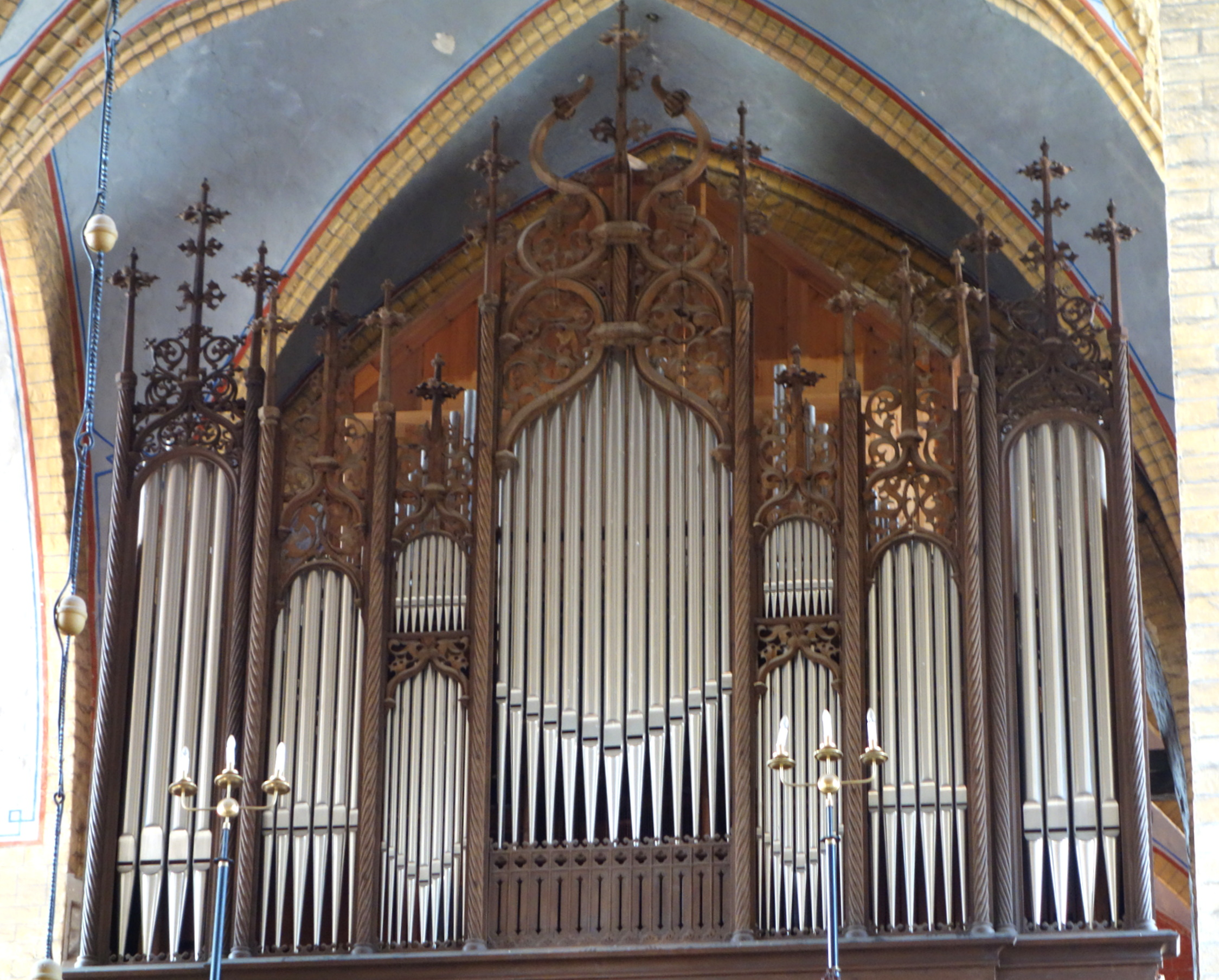
Der alte Prospekt 2013

### Kanzel
Die Kanzel ist eine Prachtschnitzerei ersten Ranges aus der Renaissance, datiert auf das Jahr 1617. So vermerkt es Friedrich Schlie in seinem Inventar der Kunst- und Geschichtsdenkmäler des Großherzogtums Mecklenburg-Schwerin aus dem Jahr 1901. Gestiftet wurde sie vom Administrator des Bistums Schwerin, Ulrich II. von Dänemark, der ebenfalls auf dem Predigtstuhl abgebildet ist. Moses, der die Gesetzestafeln trägt, fungiert als Träger der Kanzel. An der Treppentür und am Treppenaufgang entfaltet sich eine Reihe biblischer Darstellungen, die reich an Figuren sind. Dieses Meisterwerk wird dem schleswig-holsteinischen Bildschnitzer Hans Peper zugeschrieben.

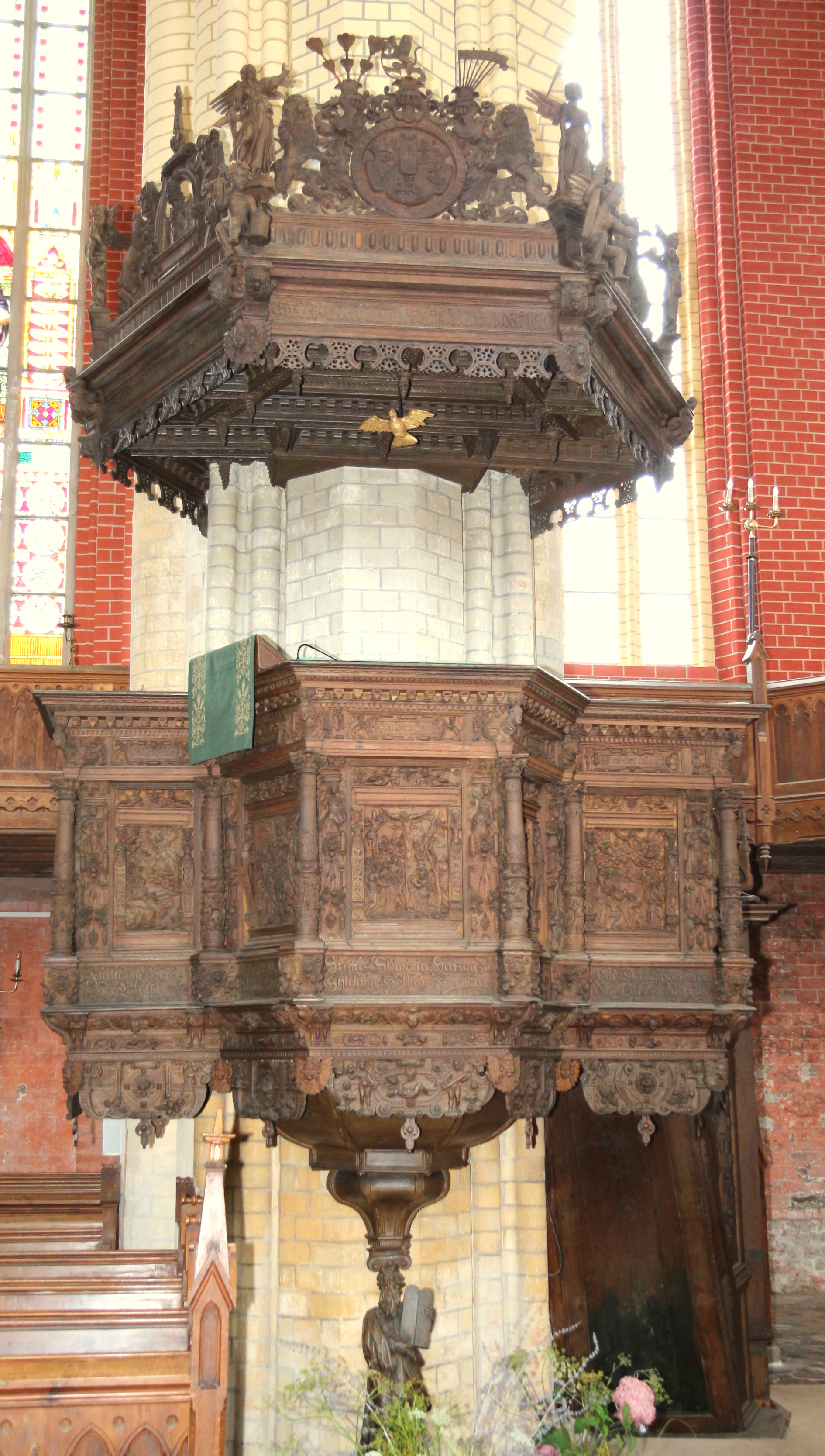
Kanzel
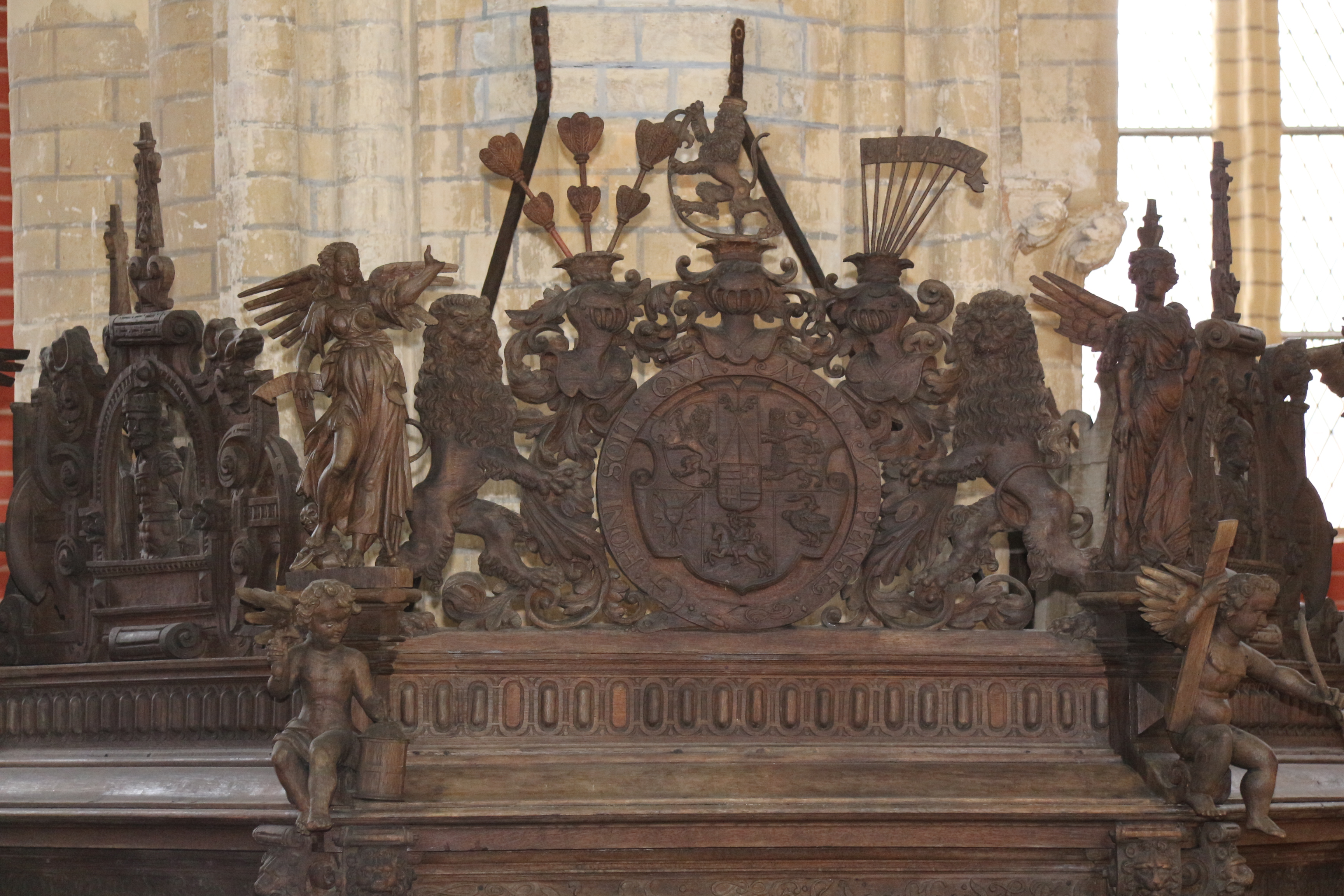
Bekrönung der Kanzel (Wappen Ulrich II. mit dem englischen Hosenbandorden)
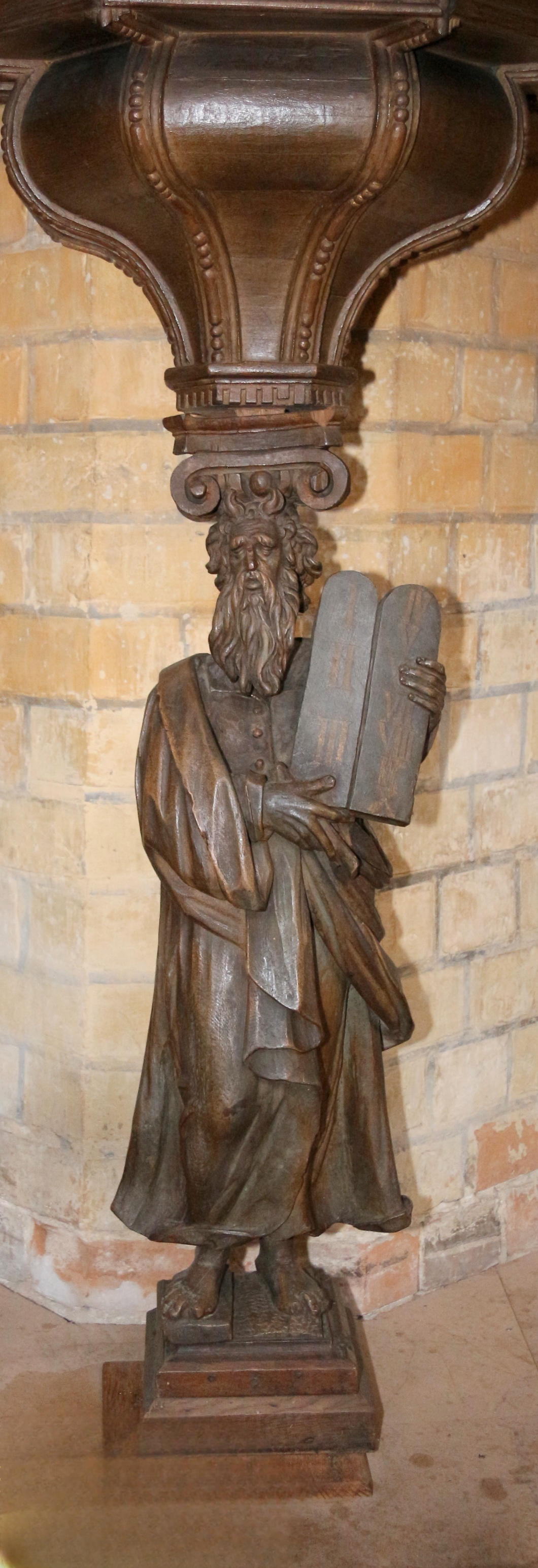
Kanzelfuß (Mose)
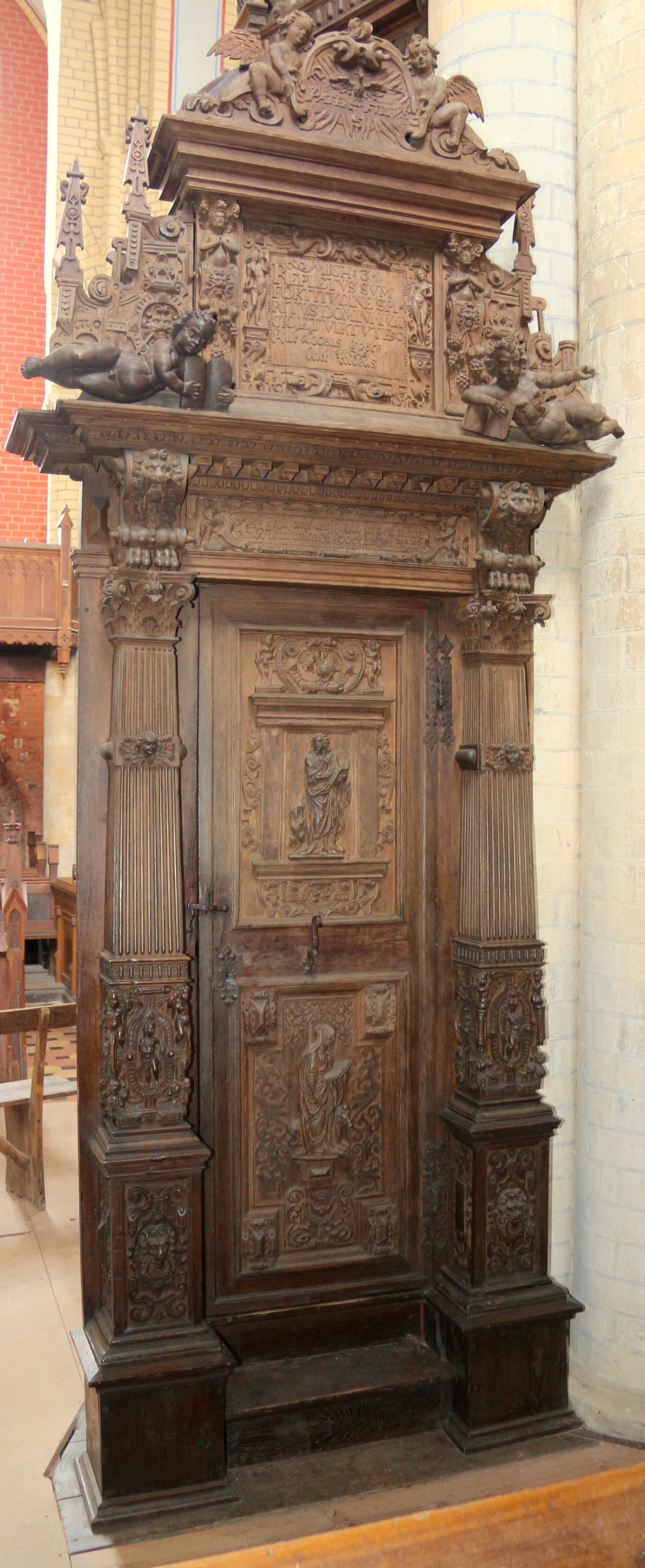
Kanzel (Tür)
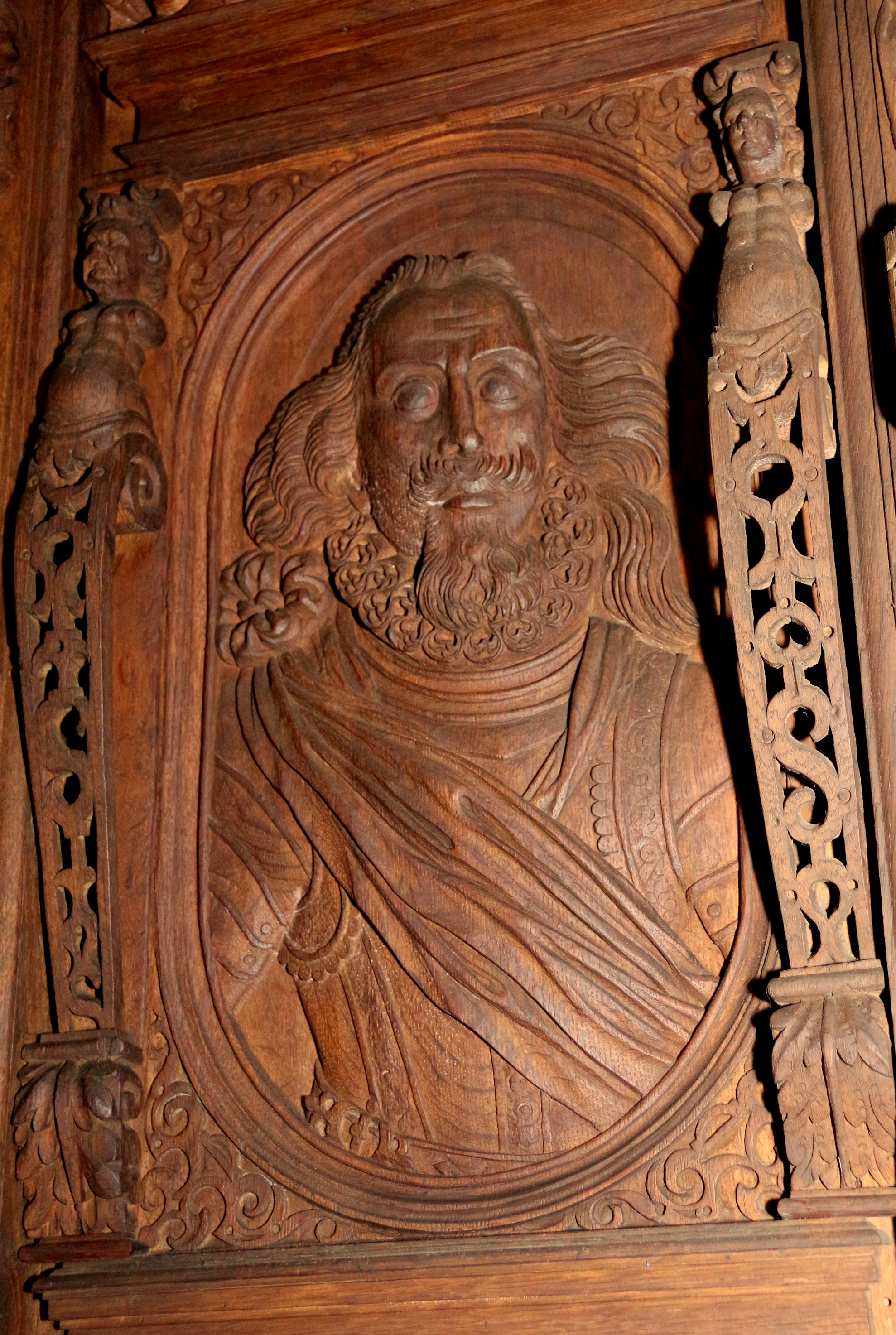
Porträt (Ulrich II.)
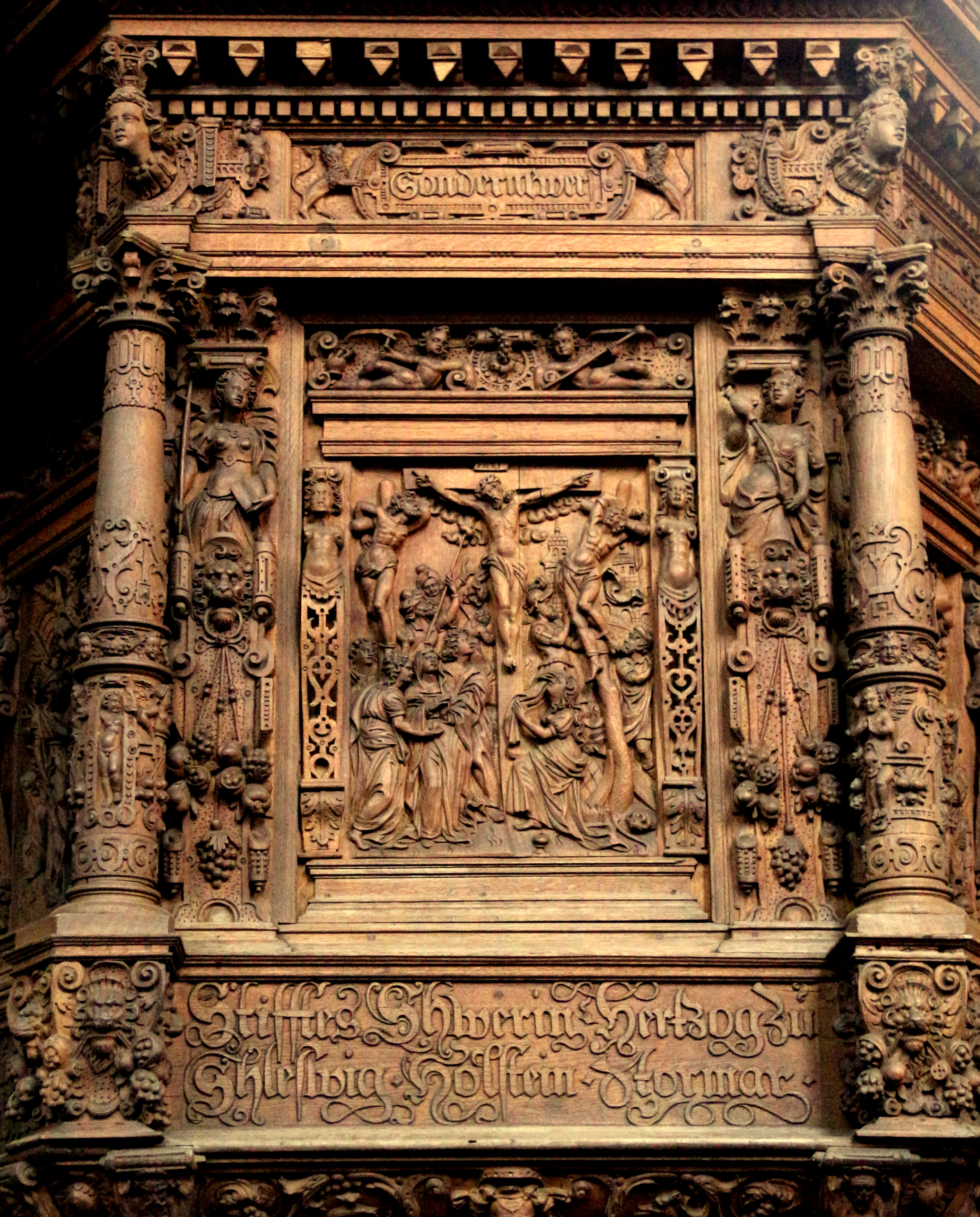
Kanzelbrüstung (Kreuzigung)
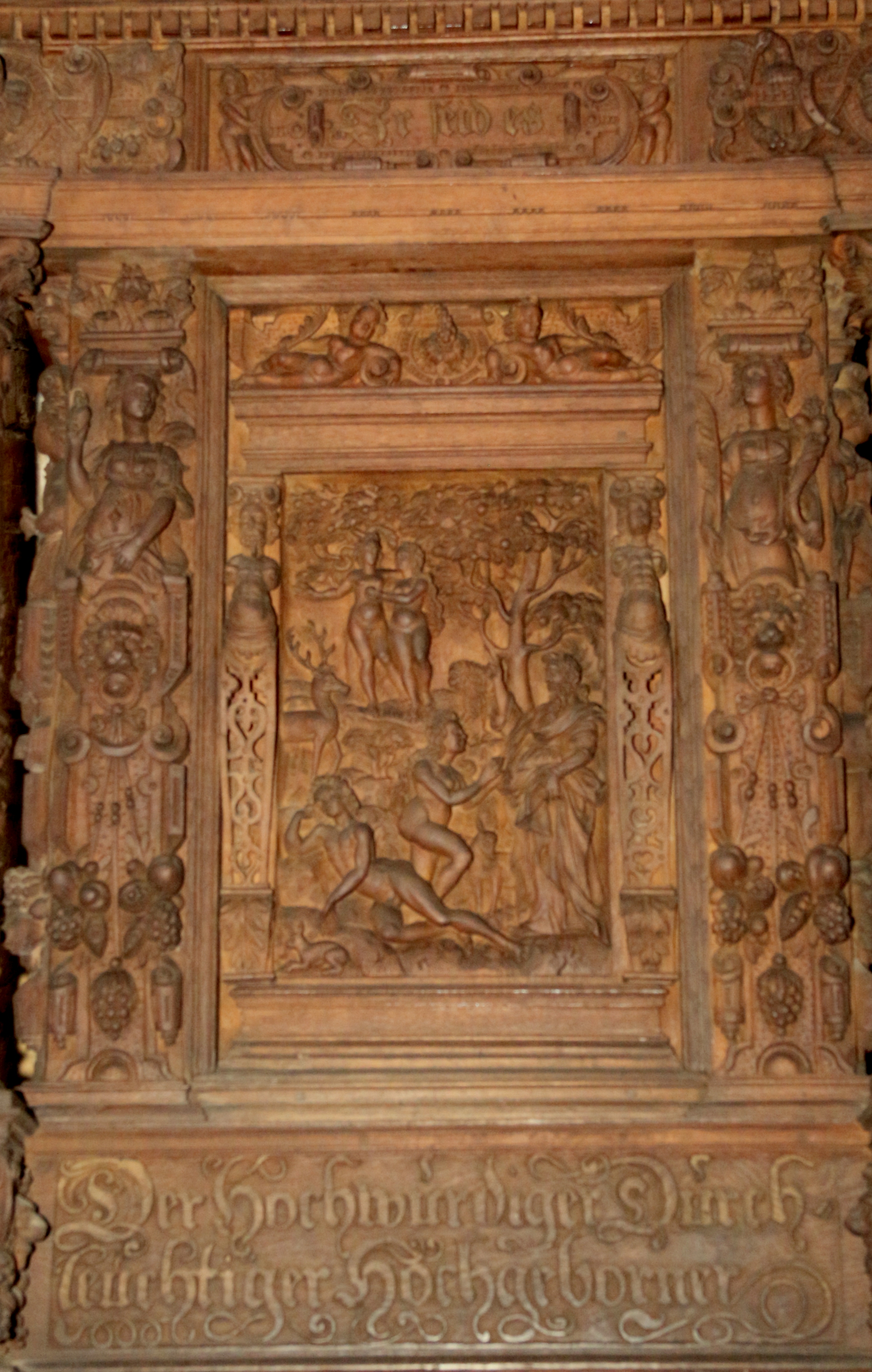
Kanzelbrüstung (Erschaffung Evas und Sündenfall)

### Altäre
Von den einst 17 mittelalterlichen Altären der Bützower Kirche sind heute nur noch der Marienaltar und eine Predella erhalten.

#### Marienaltar
Das auf das Jahr 1503 datierte vierflügelige Retabel des Hochaltars vom Meister des Bützow-Altars wurde vom Schweriner Bischof Konrad Loste gestiftet. Der Altaraufsatz zeigt im Mittelschrein die tote Maria, umgeben von den zwölf Aposteln. Einer von ihnen trägt unverkennbar eine Brille, womit es sich bei dem Bützower Altar um eine der ältesten, wenn nicht um die älteste plastische Darstellung einer Brille handeln dürfte. Ein ebenfalls interessantes Detail sind die (Haus-)Schuhe Marias und ein Nachtgeschirr unter dem Bett. Entstanden ist der Bützower Altar in einer Lübecker Werkstatt von einem namentlich nicht bekannten Meister. Ihm werden u. a. auch Teile des Altars der Parchimer Marienkirche zugeschrieben. An jedem Ende der Predella des Altars war ein gemaltes Bischofswappen angebracht, links das des Konrad Loste (1483–1503) und rechts das seines Nachfolgers Johannes Thun (1504–1506), ein goldener Schild mit drei gewässerten grünen Querbändern, dahinter ein Bischofsstab.
1929 ließ man den Altar in einer Dresdener Werkstatt konservieren und teilweise restaurieren. Während des Krieges war der Marienaltar Unterlagen zufolge ausgelagert, bis er nach einer Konservierung 1950 durch einen Greifswalder Konservator wieder seinen ursprünglichen Platz in der Kirche erhielt.
Seit dieser Zeit sind die gemalten Bischofswappen auf der Rückseite der Predella nicht mehr vorhanden.
Im Jahr 2003 wurde eine Restaurierung durchgeführt, diese beinhaltete eine konstruktive Sicherung, Reinigung und Festigung der Malschicht und der Farbfassung, Retuschen, Firnisauftrag auf den Bildtafeln sowie umfangreiche Recherchen zur Restaurierungsgeschichte.

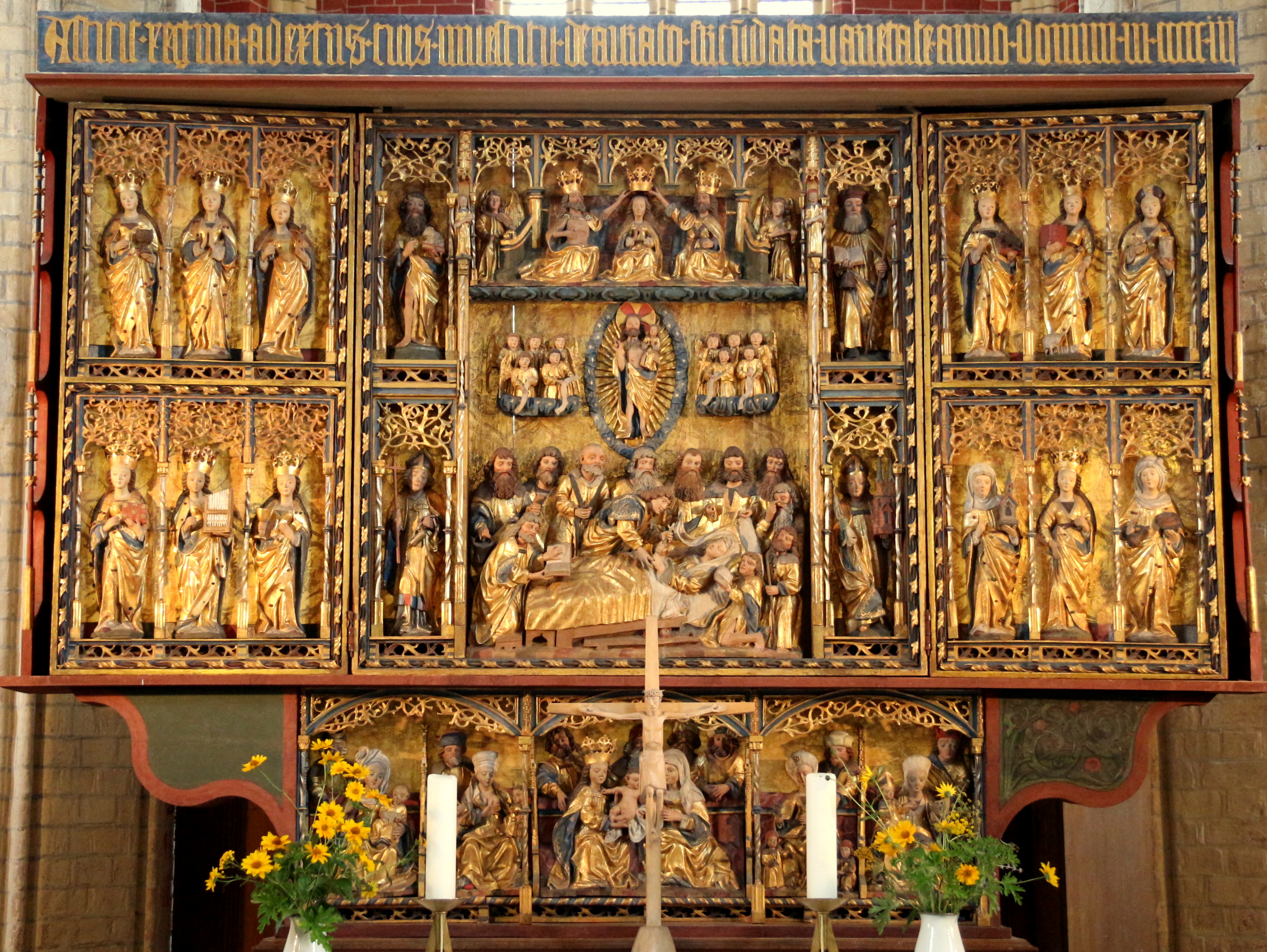
Hochaltarretabel (geöffnete Flügel)
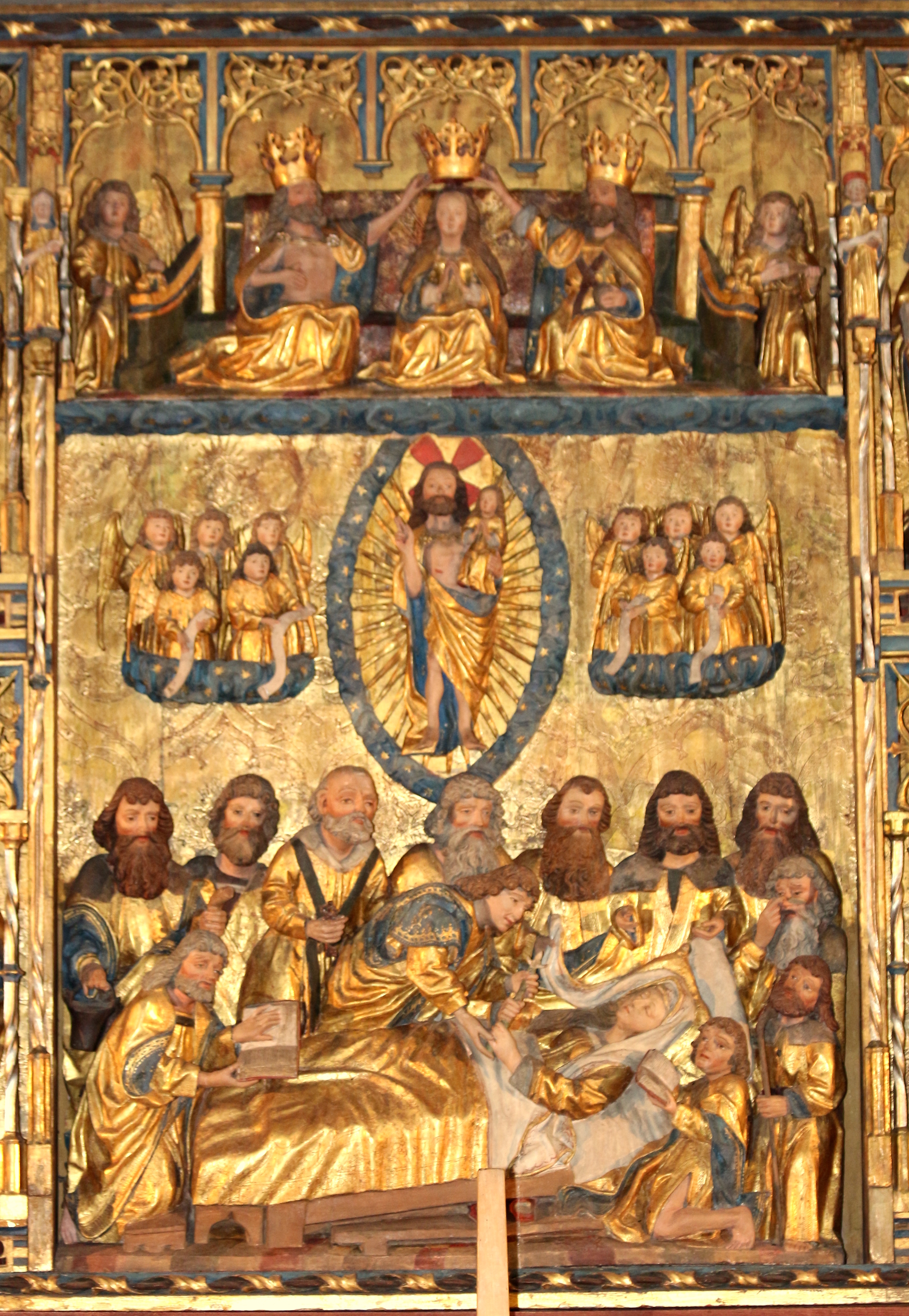
Mittelschrein (Marientod, Himmelfahrt und Krönung Mariens zur Himmelskönigin)

#### Predella
Die mittelalterliche Predella mit ihren vier gemalten Passionsszenen findet sich heute im Chorumgang. Der Untersatz stammt von einem verloren gegangenen Altarretabel, dessen prächtige Details, wie die charakteristischen Kuhmaulschuhe, auf eine Entstehungszeit um 1500 hinweisen. Es wird vermutet, dass die zentrale Szene der Passion, die Kreuzigung, im Mittelschrein des nicht mehr erhaltenen Retabels dargestellt war. Diese Predella gehörte zum Kreuzaltar, der traditionell im Langhaus vor der Schranke stand, die den Klerus vom übrigen Kirchenvolk abgrenzte.

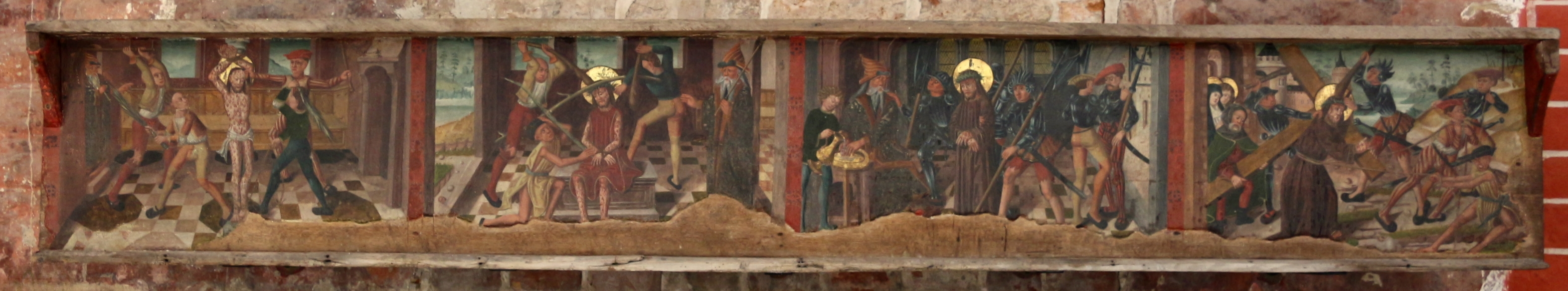
Predella mit den vier gemalten Szenen der Passion.

Dargestellt sind von links nach rechts:
Geißelungsszene
Christus, in einen Lendenschurz gehüllt und mit erhobenen Armen an die Geißelsäule gefesselt, wird von vier Folterknechten mit Birkenrute und Peitschen geschlagen. Sein nackter Körper ist von Wunden übersät, die gleichmäßig und gleichsam ornamental auf der Haut verteilt sind. Links im Bild tritt Pilatus in Erscheinung.

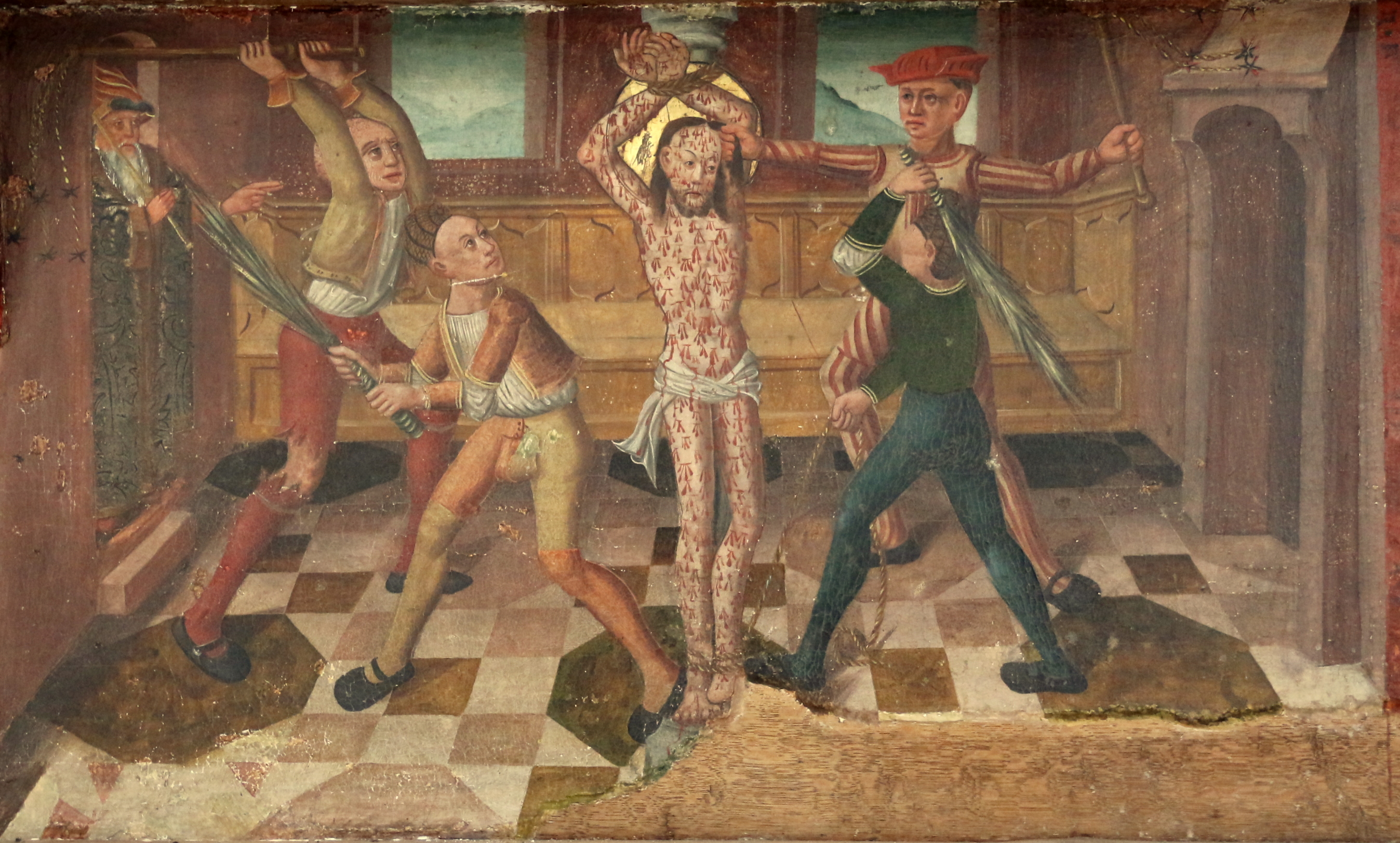
Christus an der Geißelsäule.

Dornenkrönungsszene
Christus sitzt mit einem roten Umhang auf einer Steinbank, umgeben von Folterknechten, die ihm mit Knüppeln die Dornenkrone auf das Haupt drücken. Ein anderer Knecht reicht ihm einen Palmwedel, den er als Zepter in der Hand hält. Rechts im Bild tritt Pilatus in Erscheinung, während links eine Wandöffnung den Blick auf eine reichhaltig gestaltete Landschaft freigibt.

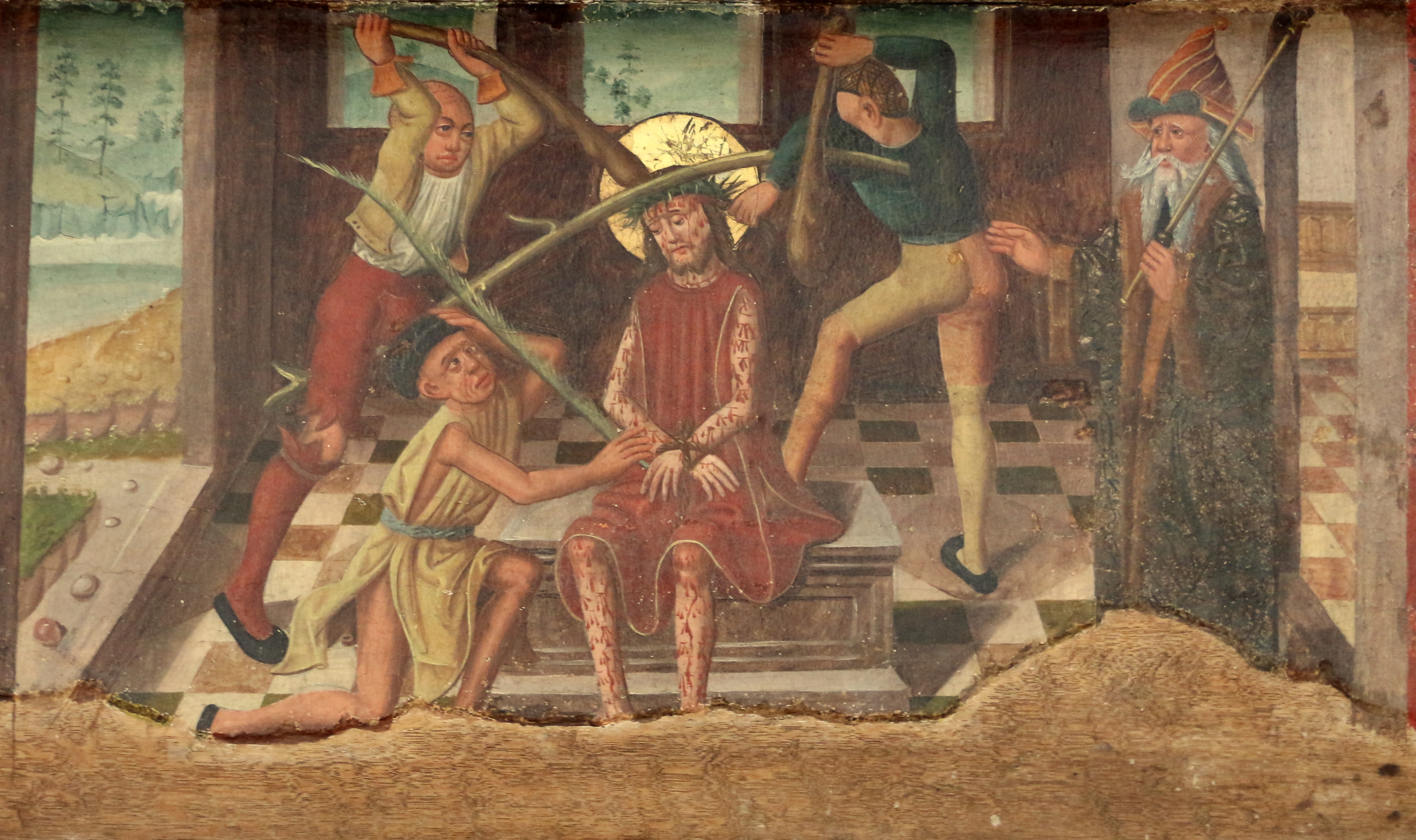
Christus wird als „König der Juden“ mit der Dornenkrone gekrönt.

Gerichtsszene
Jesus von Nazaret wird vor Pilatus geführt, der sich symbolisch die Hände in Unschuld wäscht. Ein Diener reicht ihm eine Kanne mit Wasser. Die Augen der Pilatusfigur wurden bewusst von Klerikern oder Gläubigen bis auf das Holz der Tafel herausgekratzt.

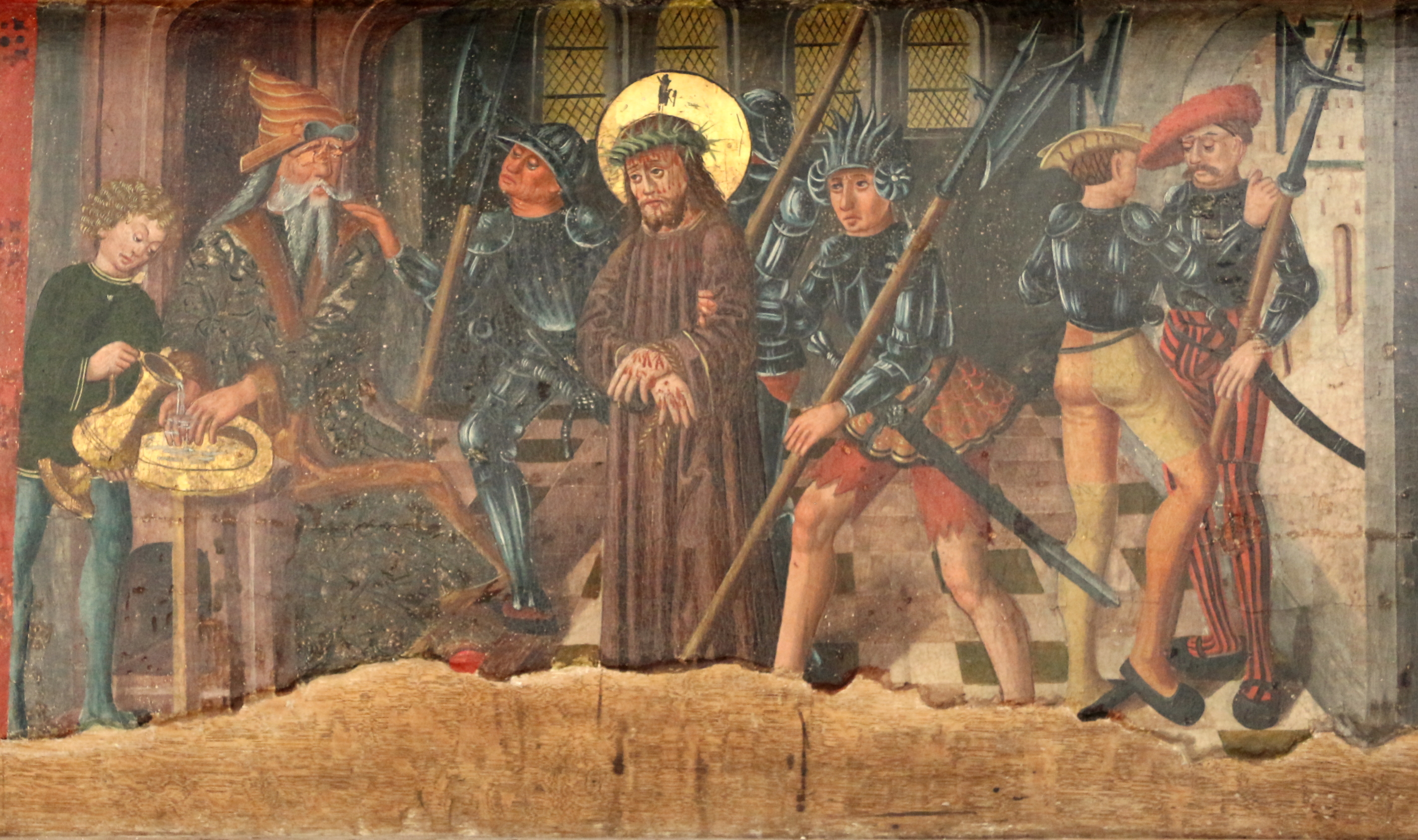
Der Präfekt richtet über Jesus von Nazaret

Kreuztragungsszene
Christus bewegt sich während des Kreuzwegs von Jerusalem zur Richtstätte Golgota. Folterknechte zerren ihn mit Stricken vorwärts und stoßen ihn mit Knüppeln. Simon von Cyrene wird gezwungen, ihm beim Tragen des Kreuzes zu helfen. Hinter dem Zug folgen Maria und Johannes. Auch hier sind zwei der Peiniger mit bösartigem Vorsatz entstellt worden."

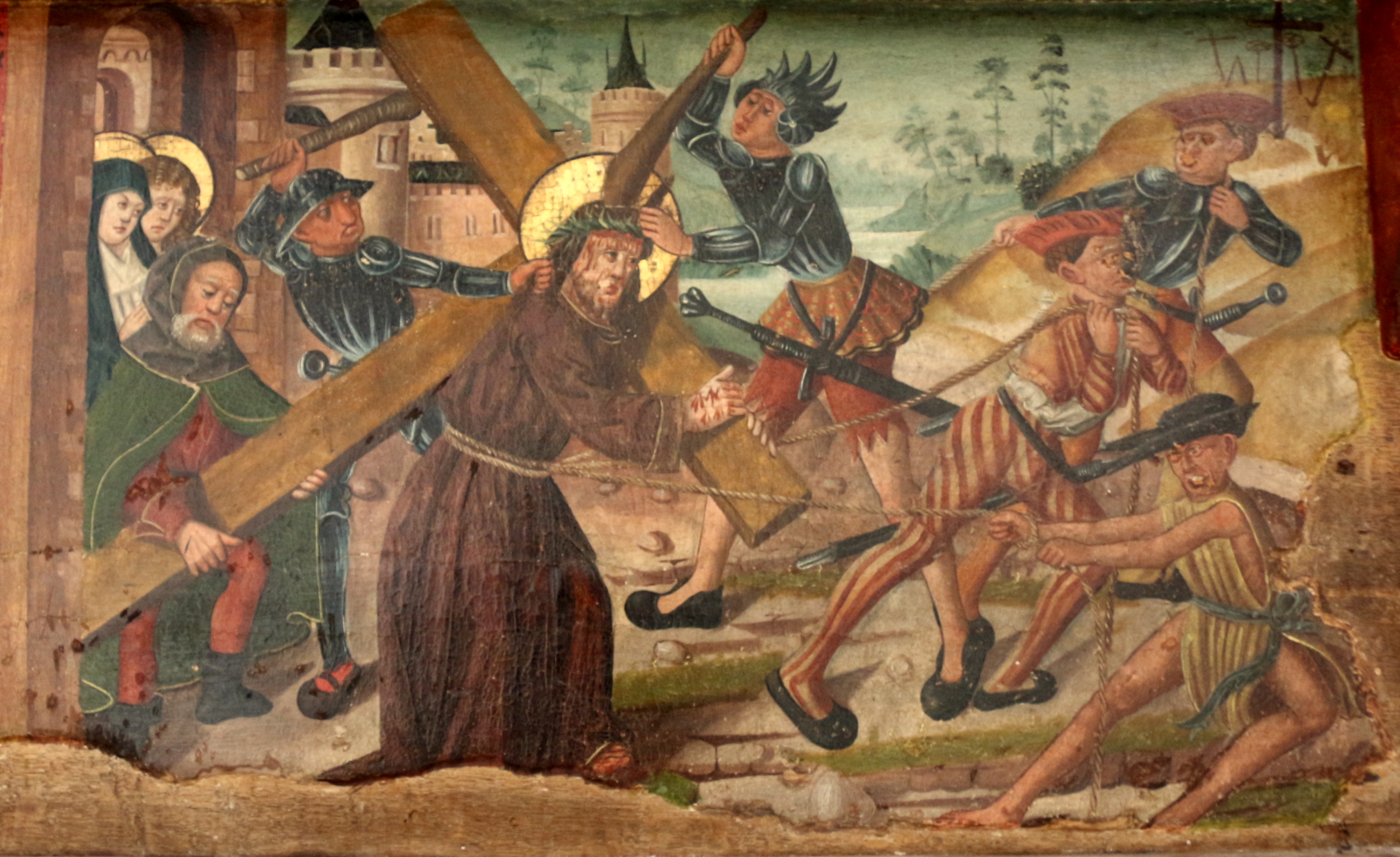
Die Kreuztragung

#### Neugotisches Altarretabel
Das im Jahre 1867 entstandene Altarretabel verdrängte in Mitte des 19. Jahrhunderts das mittelalterliche Marienaltarretabel. Dies geschah wegen den theologischen Auseinandersetzungen dieser Zeit. Das heute noch erhaltene Retabel wurde reduziert, ursprünglich waren die Spitzbögen von maßwerkgeschmückten Schaugiebeln überfangen, zwischen denen Fialen aufragten. Im Mittelfeld des Triptychons ist ein Ölgemälde des Plauer Malers Friedrich Lange, es zeigt den auferstandenen Christus mit der Siegesstandarte.

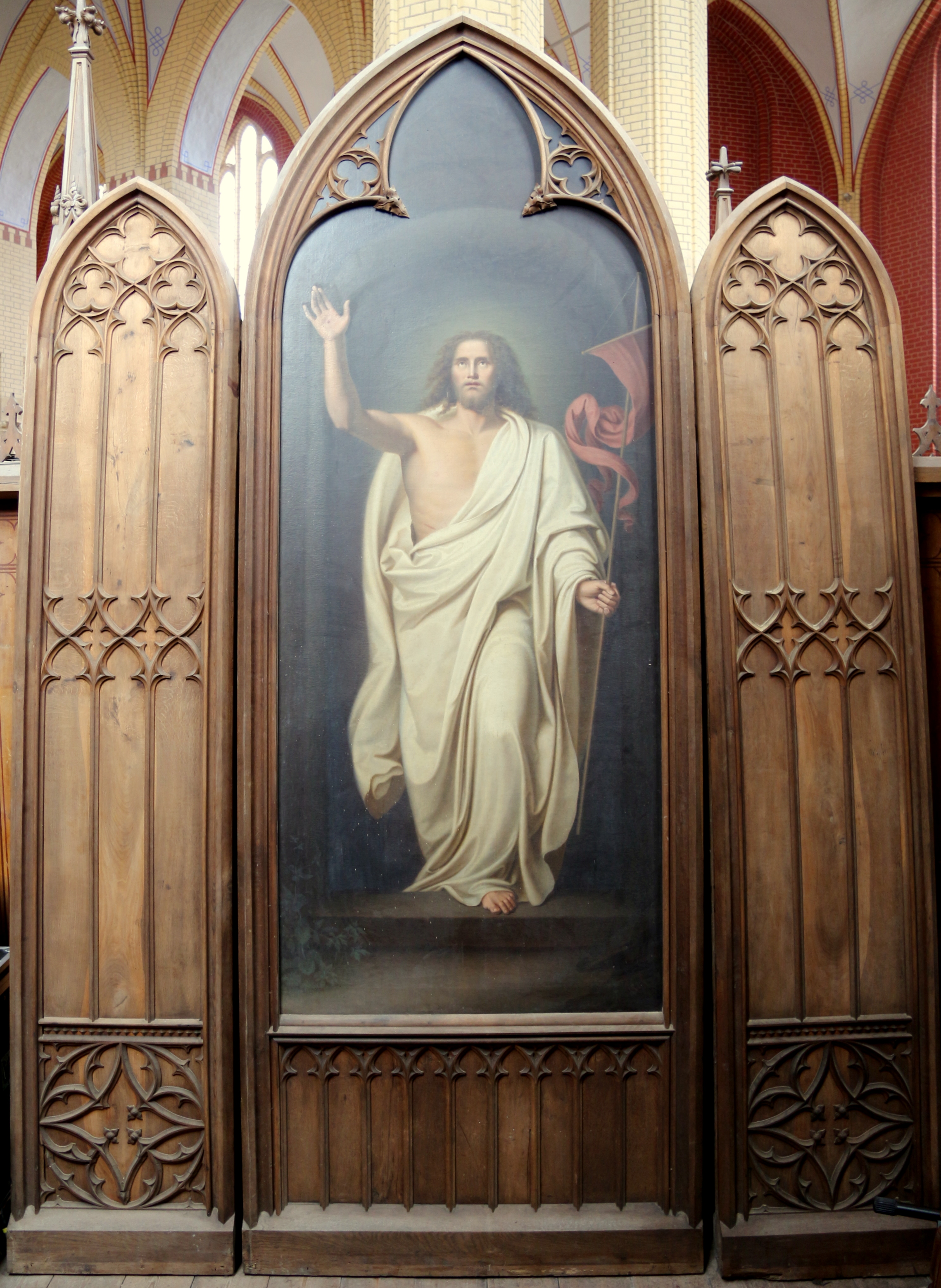
Altarretabel
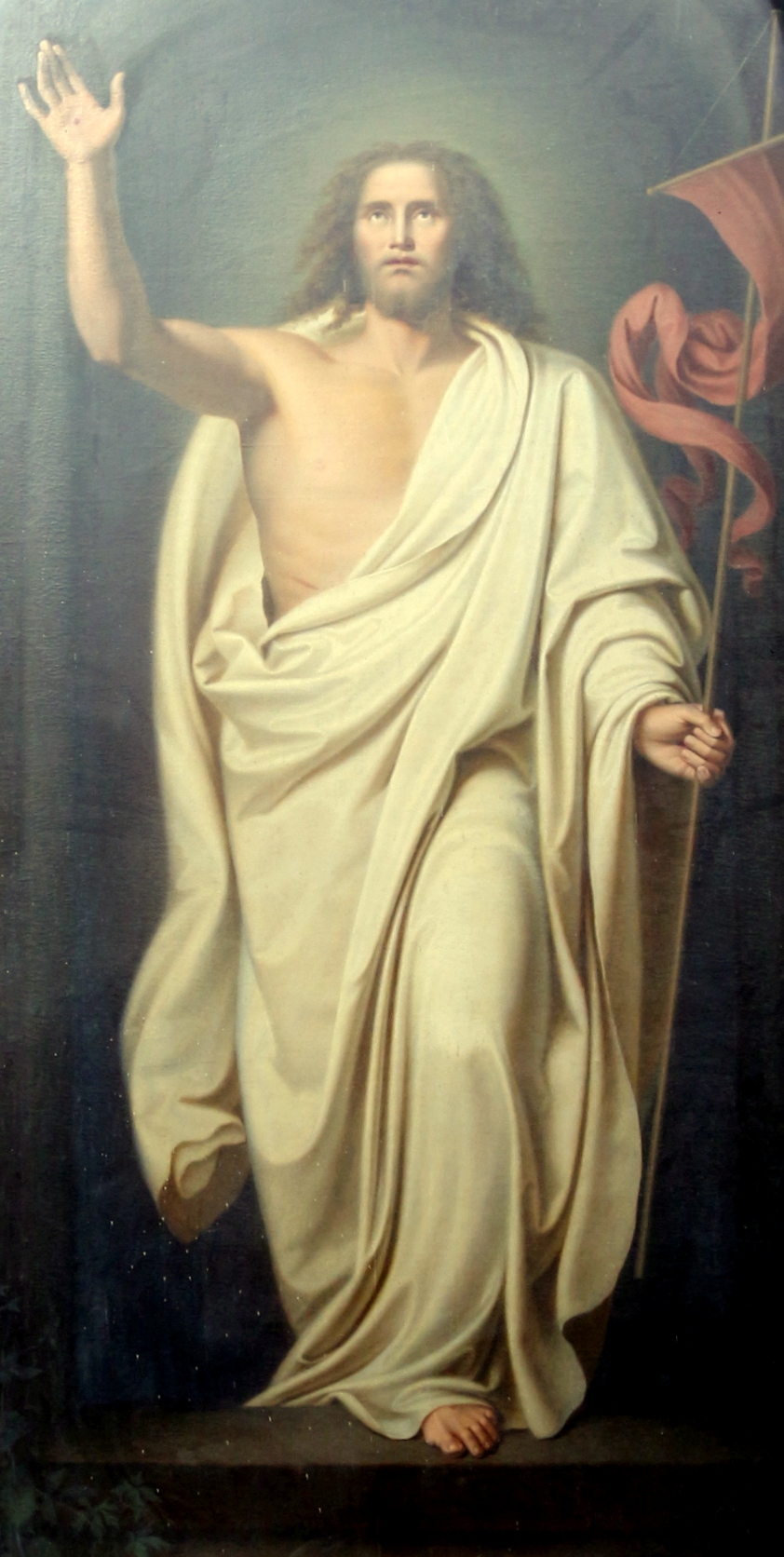
Gemälde des Retabels (Auferstandener Christus mit der Siegesfahne)

### Gestühl
Von dem ursprünglichen Gestühl ist leider nichts mehr vorhanden. Aus dem Jahre 1838 ist eine Beschreibung überliefert:

„An einigen Kirchenstühlen unter der Orgel im Westende an der südlichen Seite der Kirche gegen den Hauptgang sind vier menschliche Figuren in relief geschnitzt, offenbar von hohem Alter; leider sind jetzt Sitzklappen mit ihren Schlössern auf diesen Figuren angebracht, wenn sie auch noch wohl erhalten sind. Dieses Schnitzwerk ist höchst eigenthümlich und findet sich in Meklenburg wohl nirgends wieder.“

Leider ist es versäumt worden, rechtzeitig Zeichnungen davon zu fertigen. Doch bewahrt das Museum in Schwerin eine Anzahl einzelner Teile davon auf: Löwenköpfe, Masken, geflügelte Engelsköpfchen u. a. m.
Das heutige Kirchengestühl wurde im Zuge des historischen Umbaus (1858–1860) eingesetzt.

### Die bronzene Tauffünte
Das Bronzetaufbecken von 1474 steht heute im erhöhten Chorbereich auf der Nordseite. Zu katholischer Zeit befand es sich vermutlich in einer Kapelle im Westen der Kirche. Damals dürfte auch ein Deckel dazugehört haben, wie er etwa bei der Fünte der Marienkirche zu Rostock noch heute zu sehen ist. Die umlaufende Inschrift nennt das Jahr der Entstehung und verweist durch das Gießerzeichen auf den Wismarer Claus Duncker. Das Taufbecken hat einen Durchmesser von 92 Zentimetern und verbreitert sich nach oben. Seine Tiefe ist 58 Zentimeter. Das in der Mitte befindliche Loch im Boden diente vermutlich zum Ablassen des Wassers. Das Becken ruht auf drei wie gotische Fialen ausgebildeten Füßen. Die Reliefs der Fünte in zwei Figurenreihen sind durch eine trennende Inschrift geteilt.

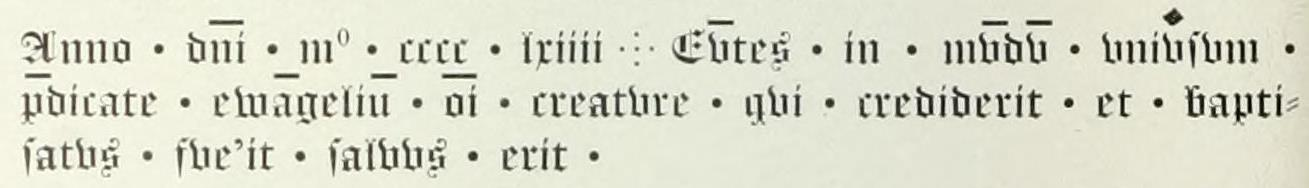

Die Inschrift ist in gotischen Minuskeln:
+ Evntes • in • mvndvm • vniversvm • predicate • ewangelivm • omni • creatvre • qvi • crediderit • et • baptisatvs • fverit • salvvs • erit • Anno • domini • mo • cccc • lxxiiii
Die Inschrift Übersetzt:
+ Gehet hinaus in alle Welt und predigt das Evangelium jedem Geschöpf. Wer da glaubt und sich taufen lässt, der wird selig werden. Im Jahre des Herren 1474
Mk 16,15–16 
In der oberen Reihe sind zu sehen:
Ein segnender Christus mit den zwölf Aposteln
In der unteren Reihe:
Die heilige Mutter Maria mit Jesus und einem Heiligen. Ihm schließt sich im nächsten Felde ein weiter männlicher Heiliger an, der eine Krone trägt und in seiner linken Hand einen Becher hält. Darauf folgen zehn weibliche Heilige.

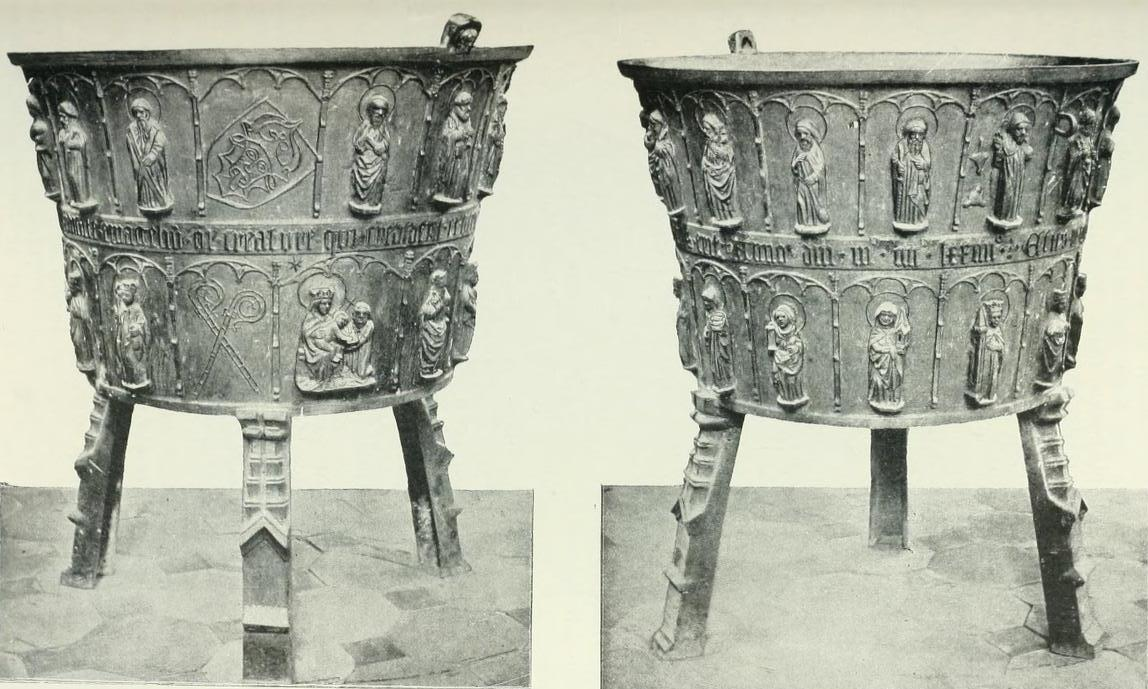
Tauffünte um 1900

### Bleiglasfenster

#### Lutherfester
Das Fenster befindet sich auf der Nordseite, westlich der Kanzel und ist dem Reformator Martin Luther gewidmet. Luther steht im violetten Talar wie eine Heiligenfigur vor einem mit floralen Motiven geschmückten grünen Wandbehang unter einem gotischen Baldachin aus Wimperg und Fialen. Die farbigen Glasmalereien aus dem Jahr 1909 sind aufwendig gestaltet. Das Fenster war ein Geschenk des Bützower Oberlandbaumeisters Adolph Prahst, das er der Kirche zu seinem 80. Geburtstag machte.

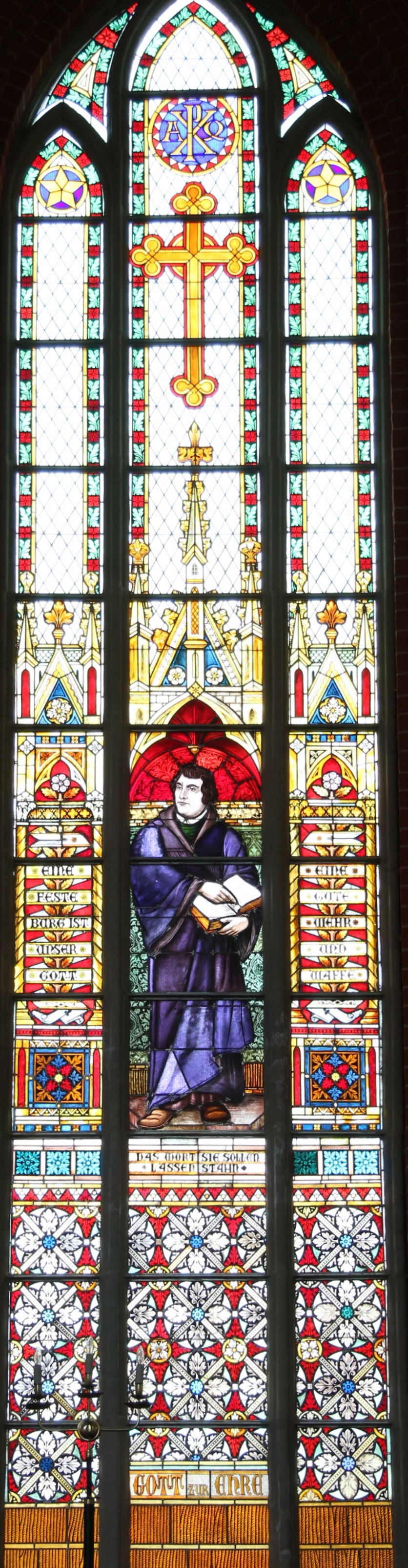

#### Wappenfenster
Das Wappenfenster befindet sich auf der Südseite. Es ist eine Rekonstruktion aus dem Jahre 1985 und wurde nach historischen Gesichtspunkten weitgehend neu gestaltet. Die in den 1970er Jahren zur Restaurierung ausgebauten Originalscheiben gingen durch Vandalismus oder Diebstahl verloren. Leider ließen sich keine Fotos oder Beschreibung der verlorenen Wappenscheiben ermitteln, die eine originalgetreue Rekonstruktion ermöglichten. Zu sehen sind heute Wappen Mecklenburger Städte sowie das Ulrichswappen auf einem großen Reichsadler im Zentrum. Die beiden Buntglasfenster der Bützower Stiftskirche wurden im Jahre 2016 komplett restauriert.

### Wandmalereien
Von alten Wandmalereien, deren Erhaltung angeblich nicht möglich war, wird im Jahre 1859 berichtet:

„An der Südwand der alten Kirche neben dem Fenster war ein Bild der H. Katharina in Lebensgröße... Etwas weiter gegen Westen war eine große Nische mit Ranken und Laubwerk bemalt... An der südlichen Seite des mittlern Pfeilers des neuen Schiffes, also im südlichen Seitenschiffe, war eine große Figur auf die Wand gemalt... Vielleicht ist diese Figur der H. Christoph gewesen, welcher hier in alten Zeiten der Südpforte gegenüber stand, aber später verdeckt oder an einer andern Stelle gemalt ward, wo sie mehr in die Augen fiel.“

Durch Sanierung im Innenraum 2016 wurden alte Wandmalereien wieder freigelegt und sichtbar gemacht.

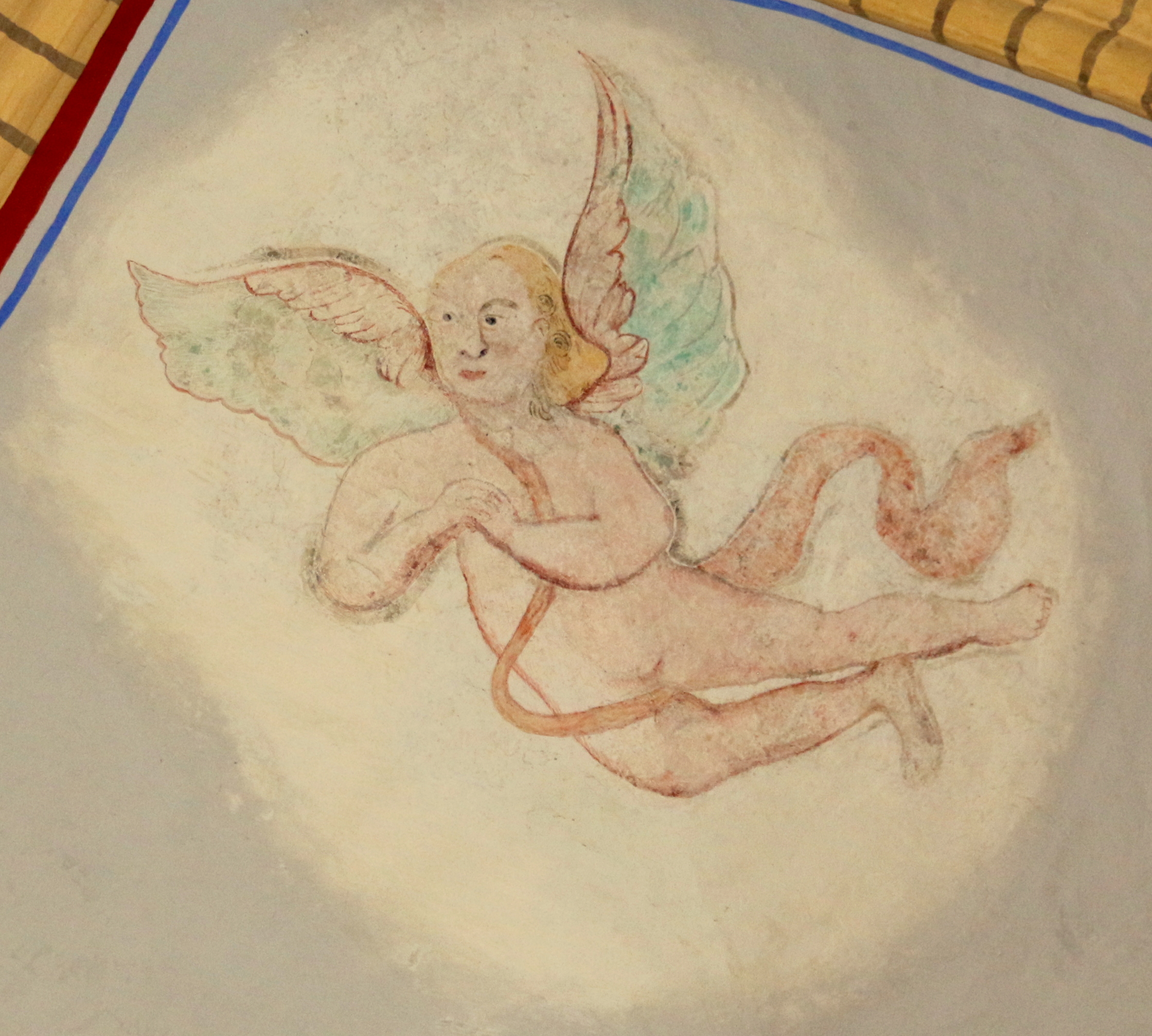
Gestalt eines Engels
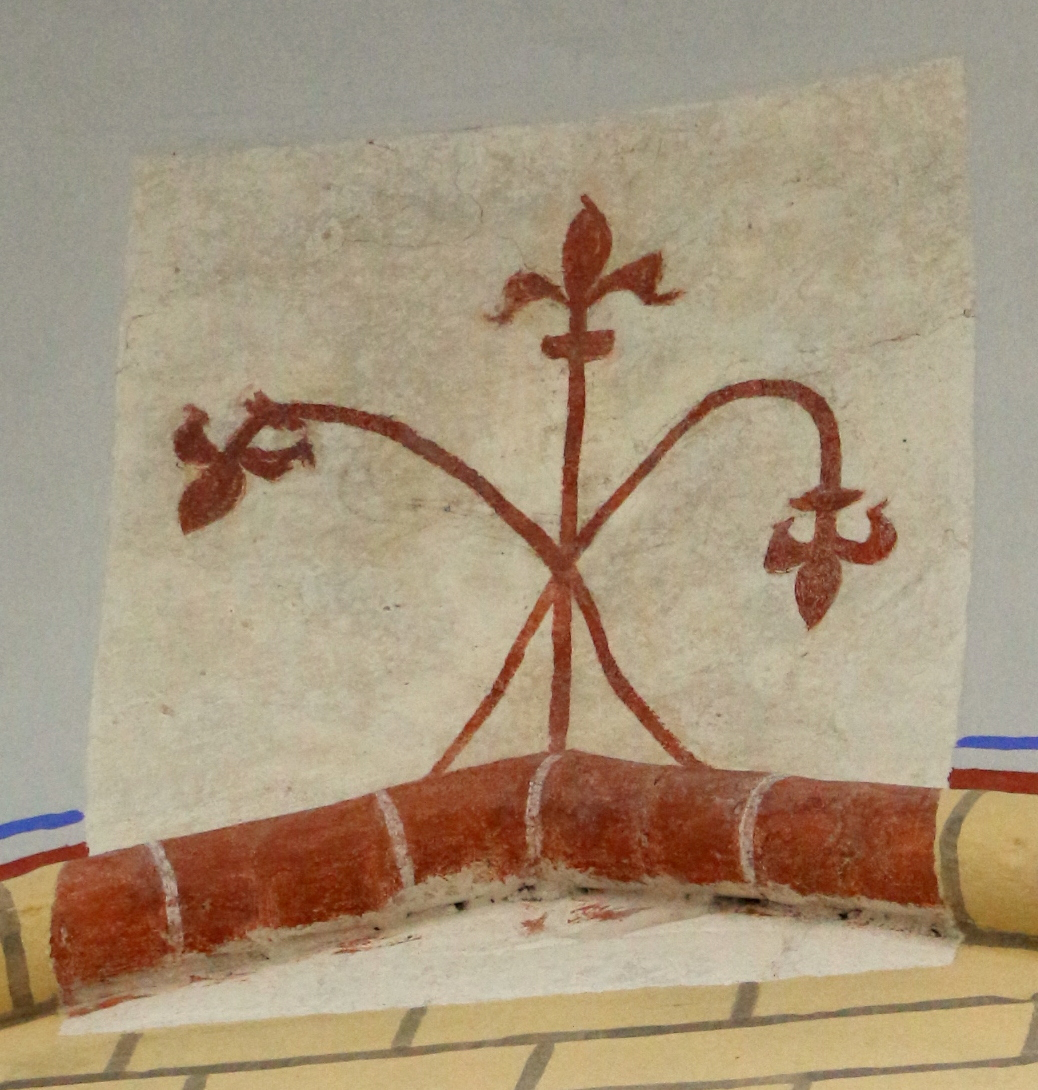
Ranke an Pfeilerwand
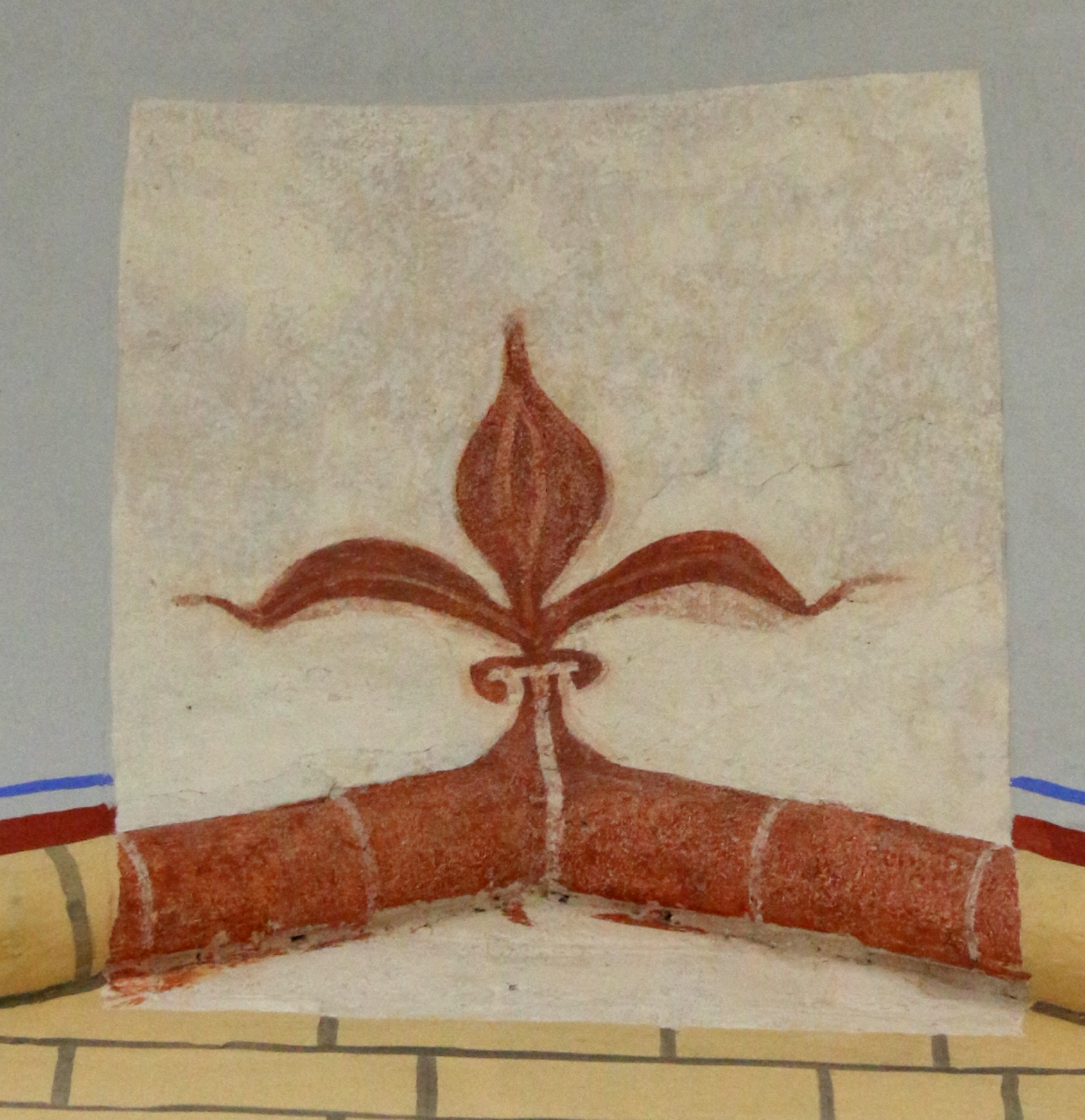
Laubwerk an Pfeilerwand

### Lüderssche  Mittag–Sonnenuhr
Die Sonnenuhr aus dem Jahr 1765 ist ein wissenschaftlich-technisches Denkmal von hohem Rang. Die Sonnenuhr befand sich in drei Metern Höhe am Südost-Pfeiler der Kirche und wurde nach der Renovierung 2009 hinter dem Altar der Stiftskirche aufgestellt. Anstelle der originalen Sonnenuhr wurde 2016 eine Nachbildung angebracht.

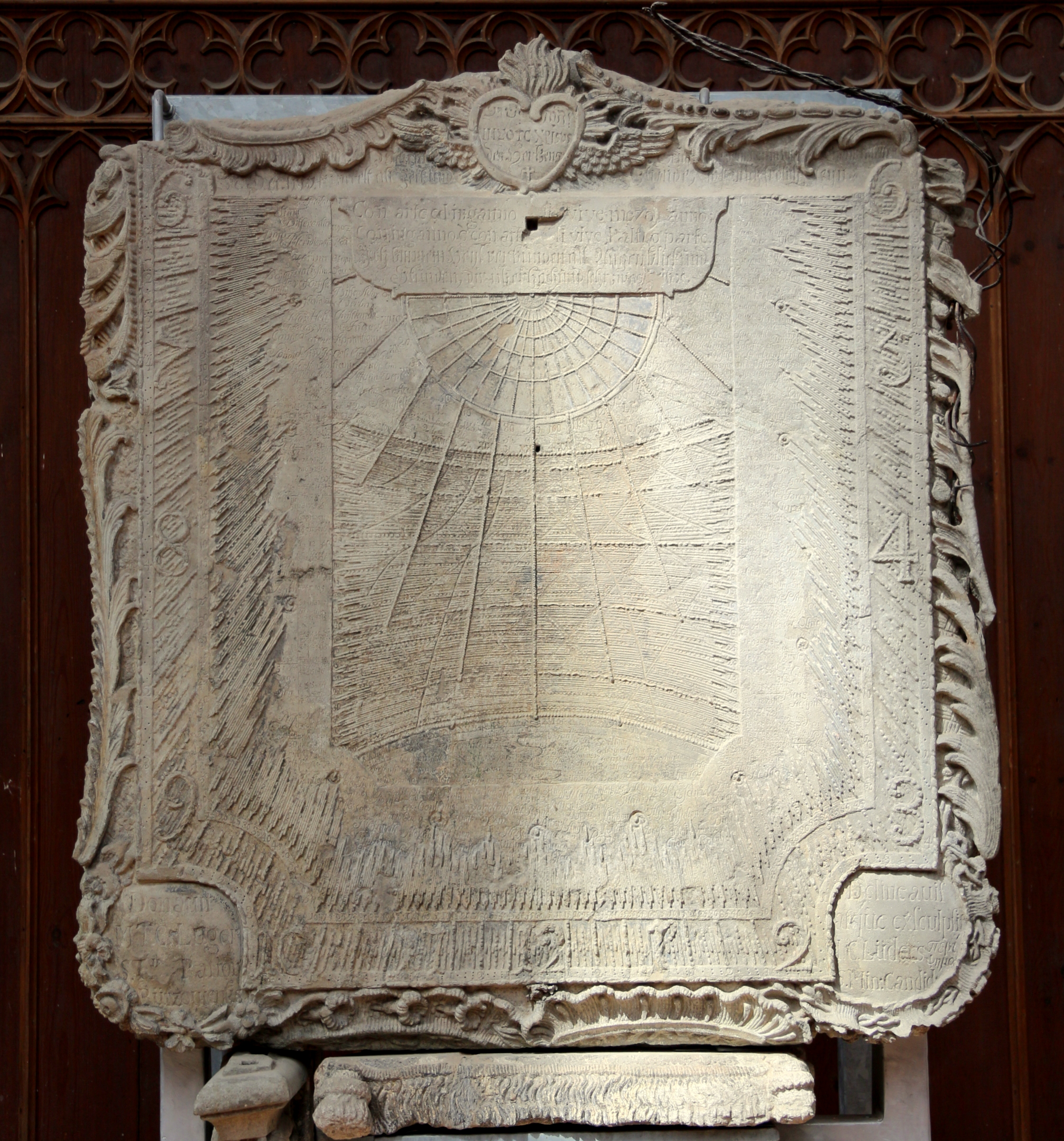
Original
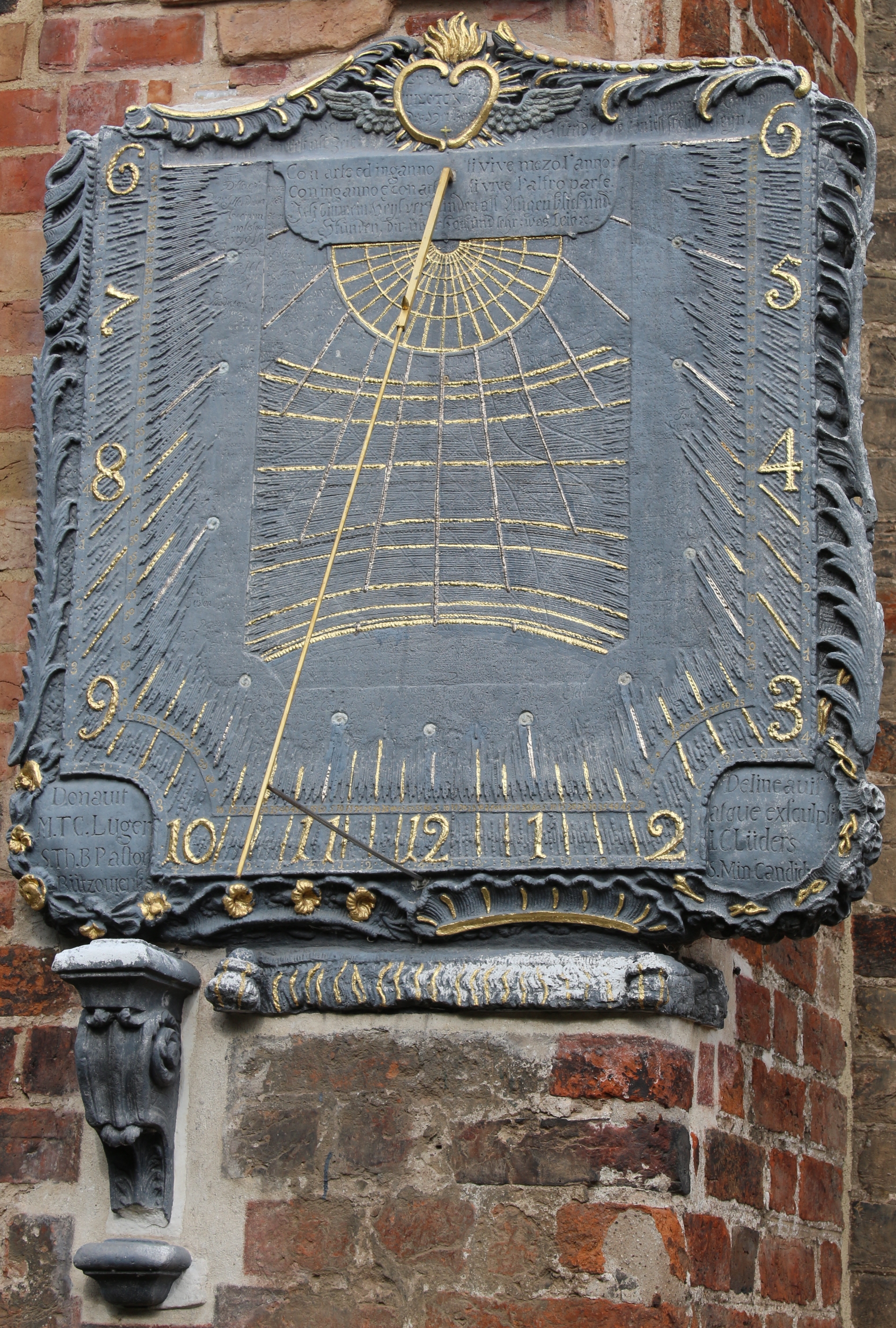
Nachbildung

### Kapitellplastiken

#### Schmähplastiken
Judenhass in der christlichen Kunst hat sich ab dem 13. Jahrhundert in extremer Form in sogenannten Judensau-Darstellungen gezeigt. Diese Darstellung bezeichnet ein im Mittelalter entstandenes Bildmotiv der antijudaistischen christlichen Kunst. Es ist eine besonders menschenverachtende Verhöhnung von Juden, insbesondere, da das Schwein im Judentum als unrein gilt, das Schwein als Verkörperung des Teufels, als Symbol des Lasters und der Gier. Wenn nun Juden im engen Zusammenhang mit einem Schwein abgebildet werden, sind alle übertragenen Bedeutungen für alle sichtbar auf sie bezogen.
Die Kirchengemeinde Bützow ist voller Scham betroffen. Sie ist sich der Schuld des antisemitischen Erbes aus Stein und des historischen Versagens der Kirche bewusst. Durch Veranstaltungsreihen, Gottesdienste und eine Auseinandersetzung mit den Darstellungen wollen sie dieses schwierige Erbe als Verantwortung begreifen und den judenfeindlichen Bildern aktiv etwas entgegensetzen. Die Schmähplastiken verbleiben deshalb in der Stiftskirche und sollen als steingewordene Mahnung verstanden werden.
Darstellung „Judensau“
Die Reliefe befinden sich im Eingangsbereich der Stiftskirche am Kapitell zweier der Bündelpfeiler in ca. 9 Metern Höhe. Die erste Szene setzt sich aus fünf Personendarstellungen und der Muttersau zusammen.
Von links nach rechts:

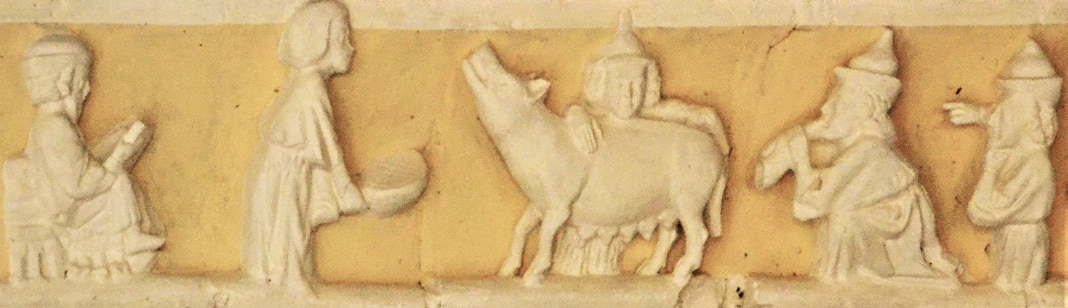

- eine sitzende, auf einem thronähnlichen Stuhl lesende Person mit Judenhut, wahrscheinlich ein Gelehrter. (Vermutlich erteilt der Gelehrte den anderen rechts von ihm Handlungsanweisungen für den Umgang mit der Sau, wodurch die religiösen Schriften des Judentums als pervers und unsinnig verunglimpft werden.)
- Person ohne Kopfbedeckung, die leicht nach vorne geneigt eine Schale hält. (Wohl Futter für die Sau)
- Person mit Judenhut, steht hinter der im Mittelpunkt der Szene befindlichen Muttersau und massiert ihren Anus.

Die anschließenden Figuren sind nach links gewendet.
- kniende Person, ein Objekt zum Mund führend. (Vermutlich isst sie die Exkremente der Sau)
- stehende Figur, mit ihrer rechten Hand kommentierend auf die Szene.[8][17]

Darstellung „Affen  mit  Spiegel-Szene“
Das zweite diffamierende Spottbild befindet sich gegenüber der „Judensau“-Darstellung.

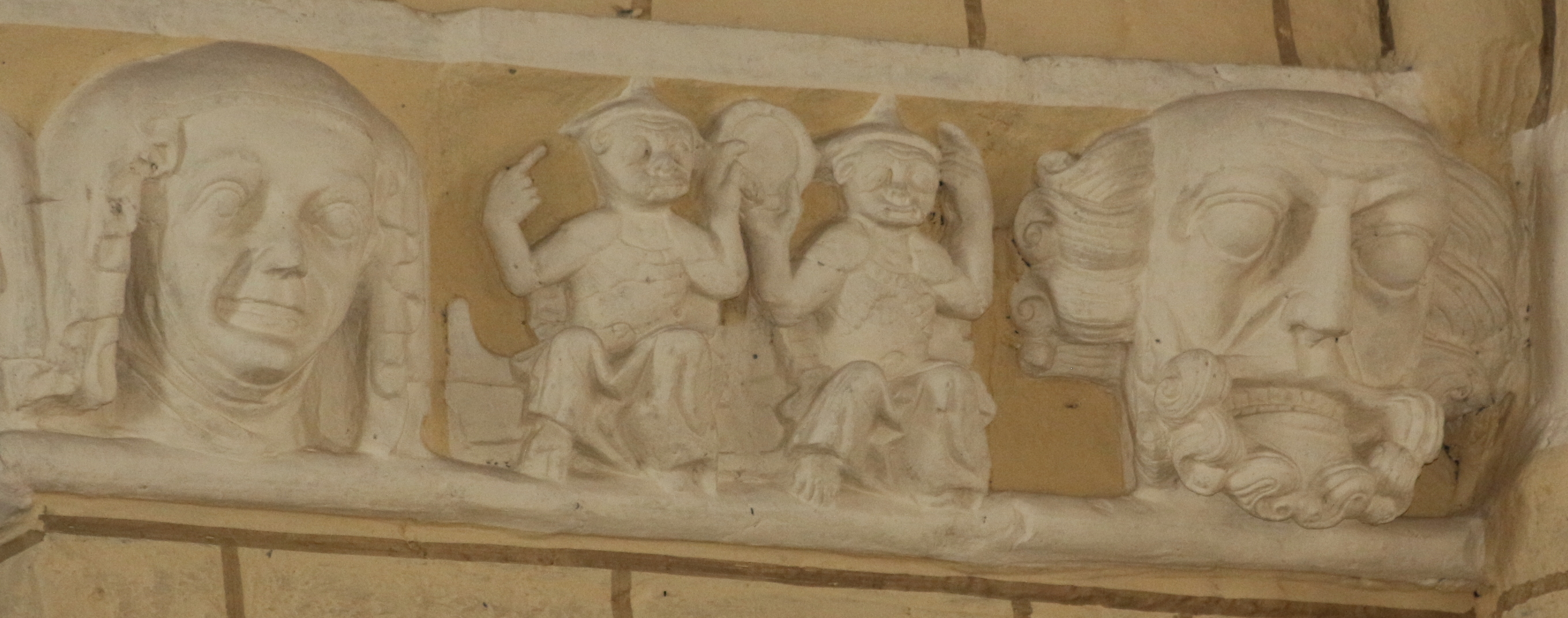

- Zwei sitzende Affen mit Judenhüten halten gemeinsam einen Spiegel und zeigen mit ihrer zweiten, freien Hand auf ihre Köpfe.

In der mittelalterlichen Ikonographie bezeichnen Affen tierische Torheit und Unverstand.
Die Affendarstellungen in Kombination mit Judenhüten stellen eine eigenwillige Komposition dar, für die bislang keine Vergleichsbeispiele bekannt sind.

### Epitaphe

#### Wackerbarth-Vierecke'sches Epitaph von 1590
Auf der Nordseite im Chor, östlich der Kanzel, befindet sich das aufwendig gestaltete Renaissance-Epitaph, welches Jan Hardenack Wackerbart im Jahre 1590 dem Gedächtnis an seinen Vater, den Amtshauptmann von Bützow, Schweriner Stiftshauptmann und Fürstlich-Mecklenburger Rat Jörg Jürgen Wackerbarth, und an seine Mutter, die Kammerjungfer unter Herzogin Elisabeth zu Mecklenburg Ursula von Viereggen, setzen ließ.
Nach neueren Untersuchungen im Jahr 2023 wurde das Epitaph vermutlich von Philipp Brandin in seiner Werkstatt geschaffen.

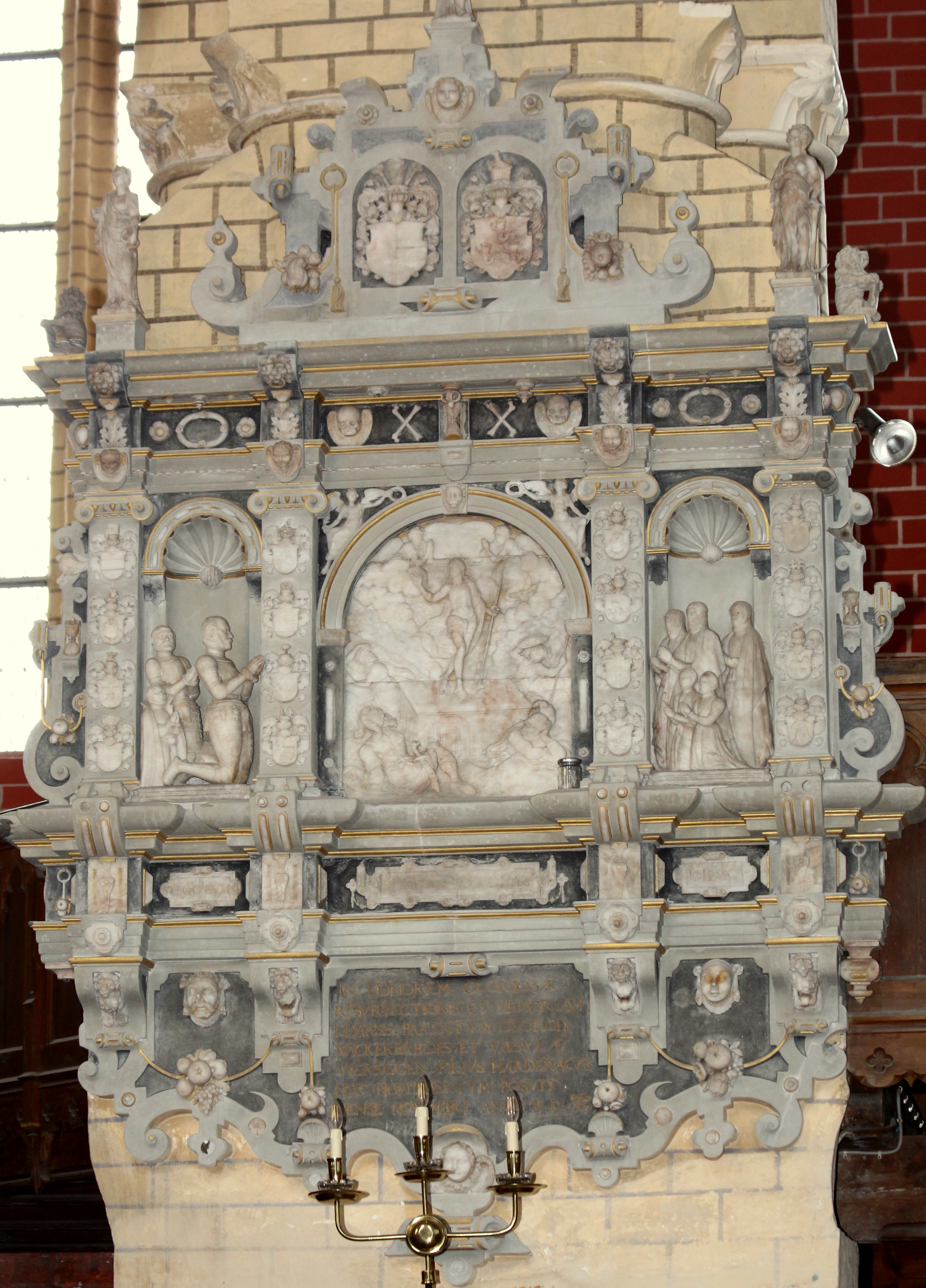
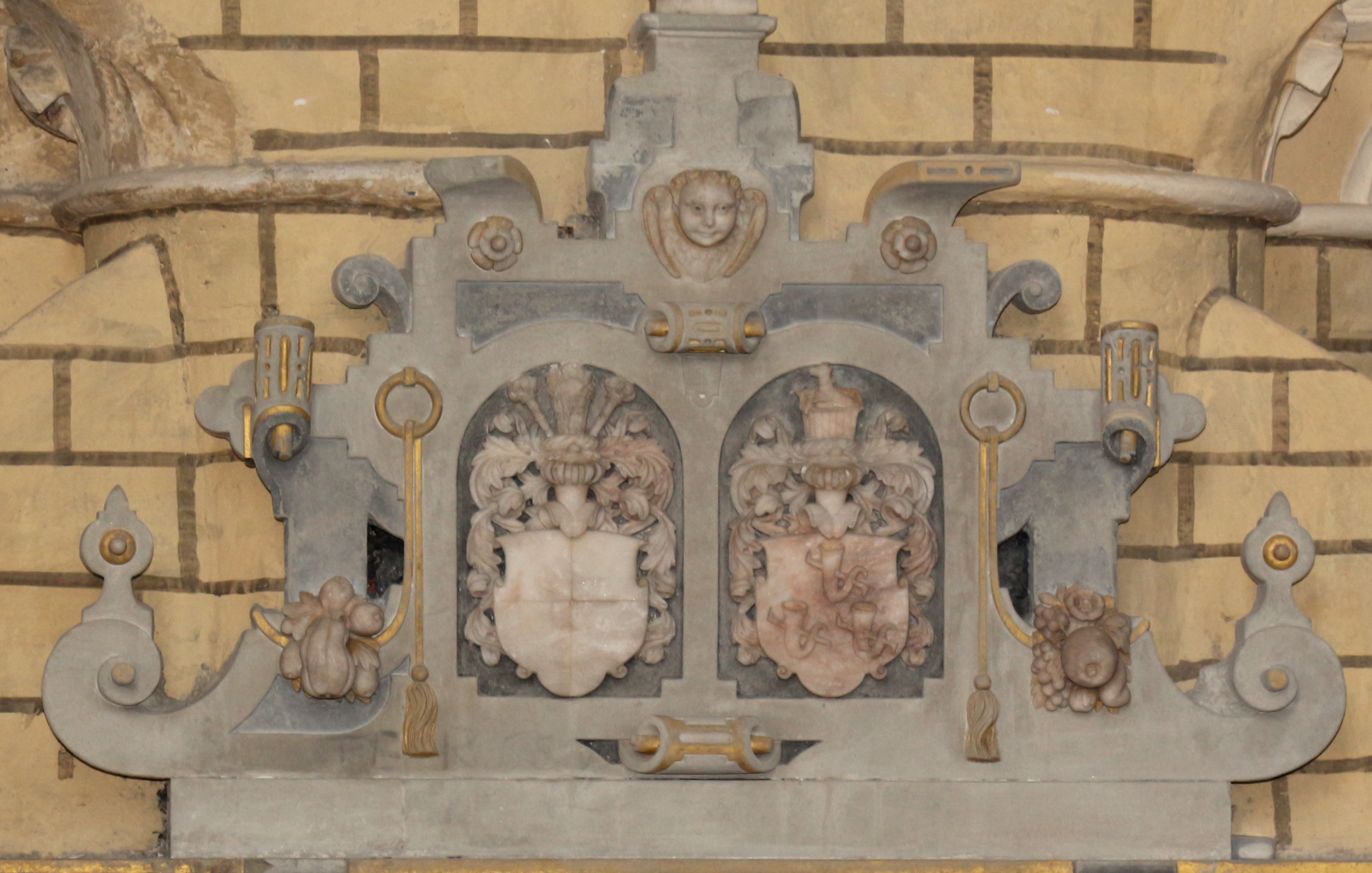
Detailansicht (Wappen Wackerbarth, Wappen Vieregge)
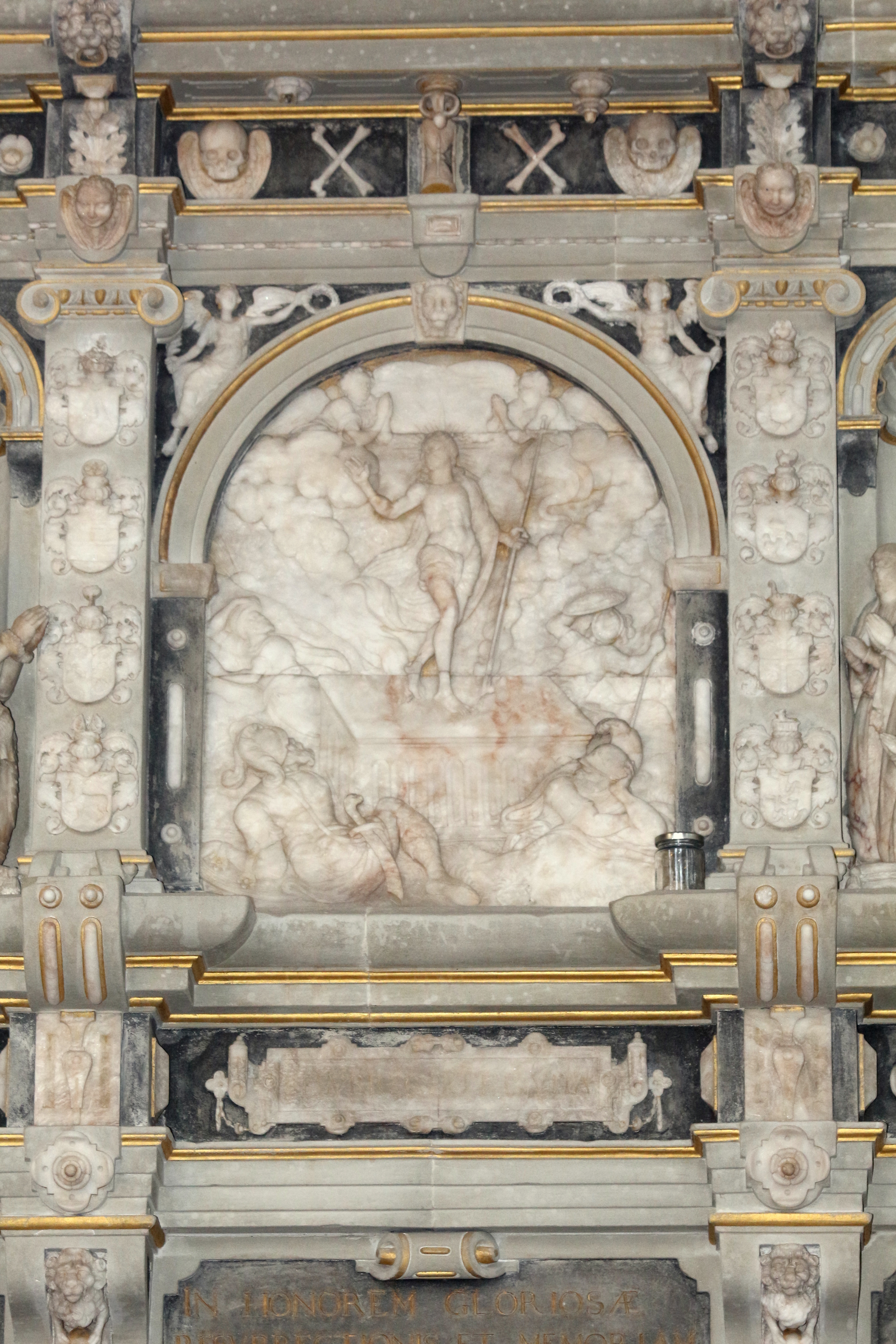
Detailansicht (Auferstehungsrelief und Ahnenprobe)

#### Schröder'sches Epitaph von 1597
Im Chorbereich auf der Südseite an einem Pfeiler hängt das zweite Renaissance-Epitaph, welches der Pastor Andreas Cracovius (Krakow) seiner im Jahre 1597 jung verstorbenen Gattin Katharina  Schröder und ihrem ebenfalls bei der Geburt verstorbenen Kind setzen ließ.

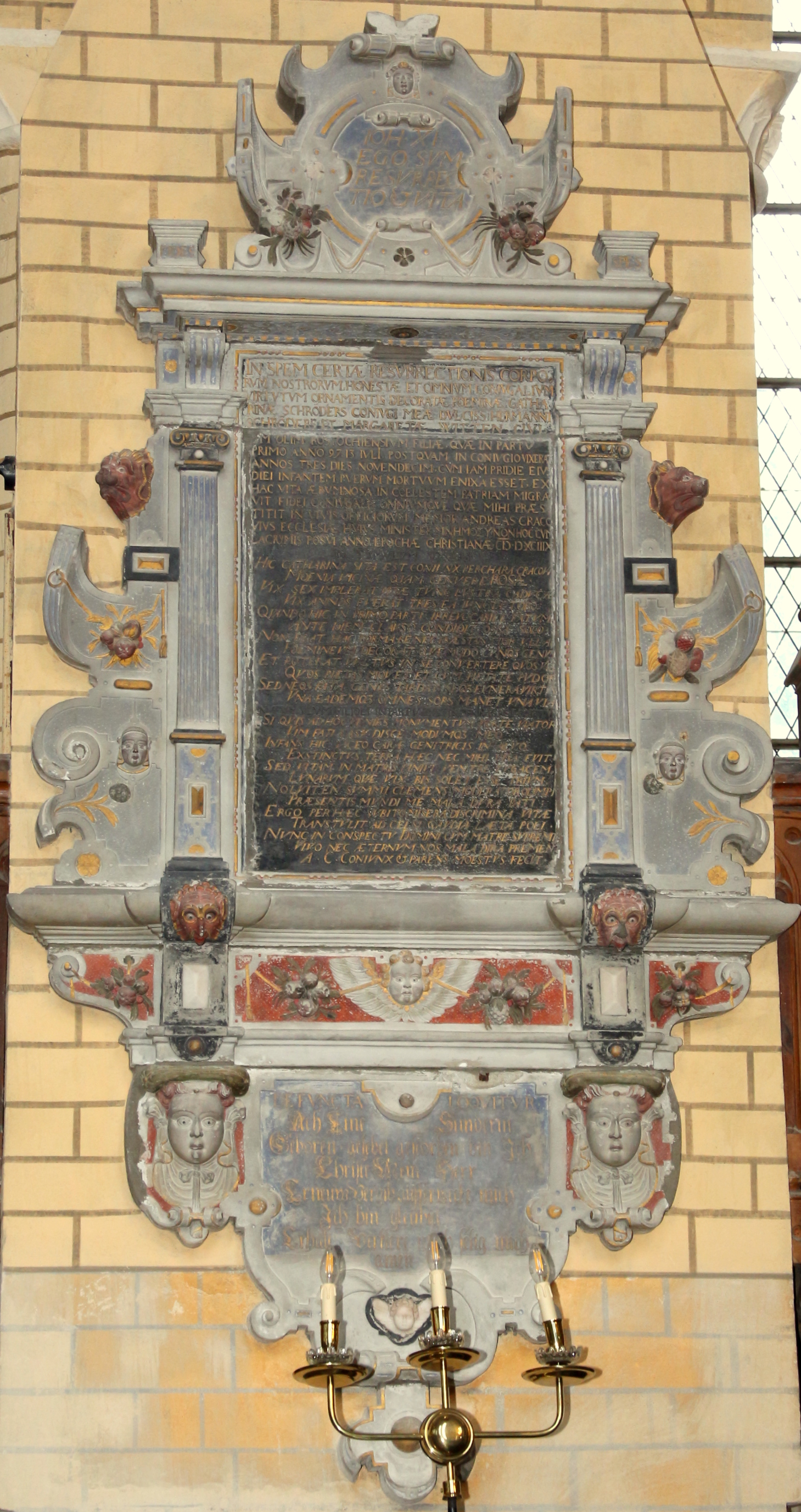

### Gedenktafeln

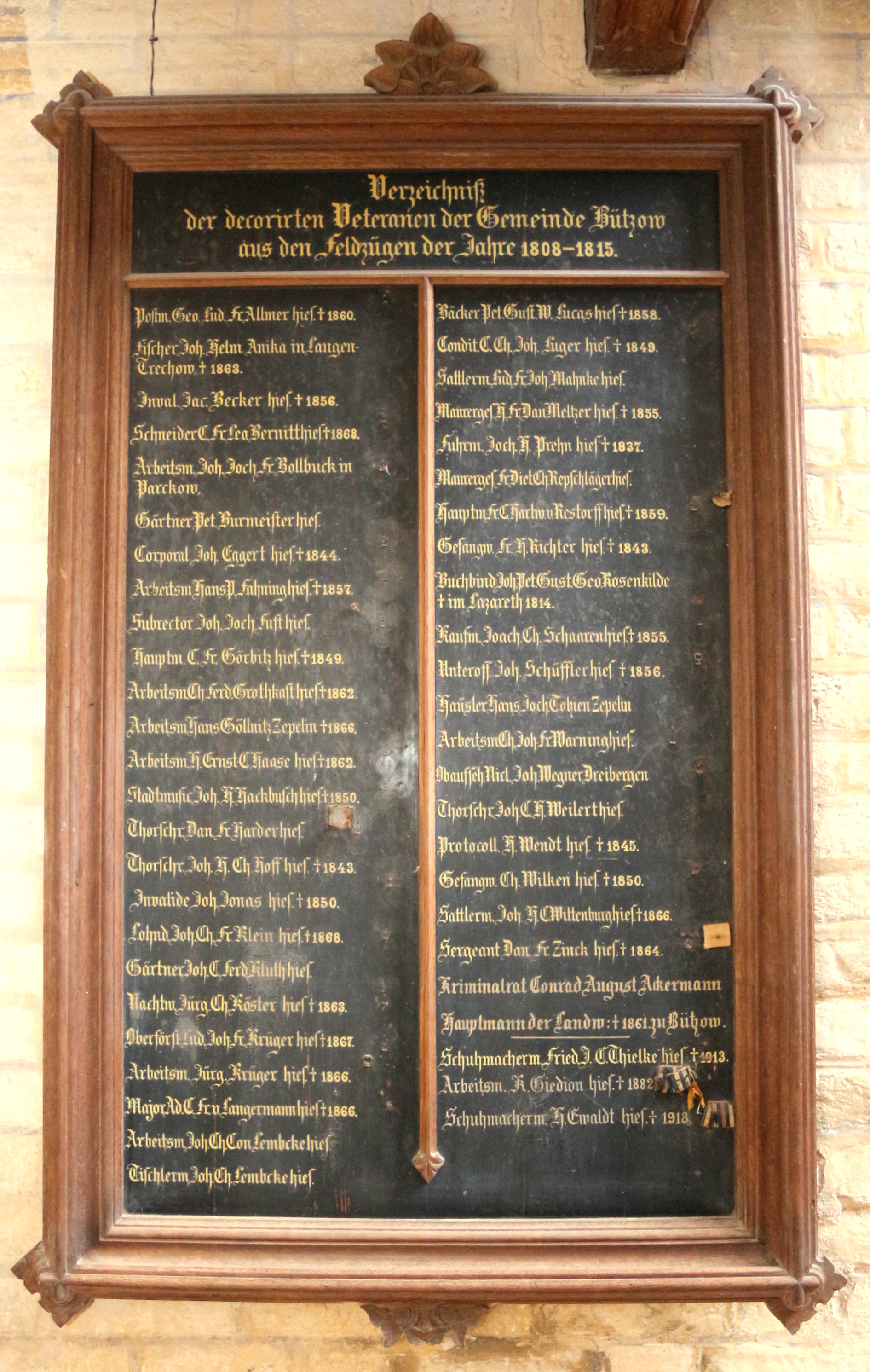
Gedenktafel 1808–1815 Verzeichnis der decorirten Veteranen der Gemeinde Bützow aus den Feldzügen
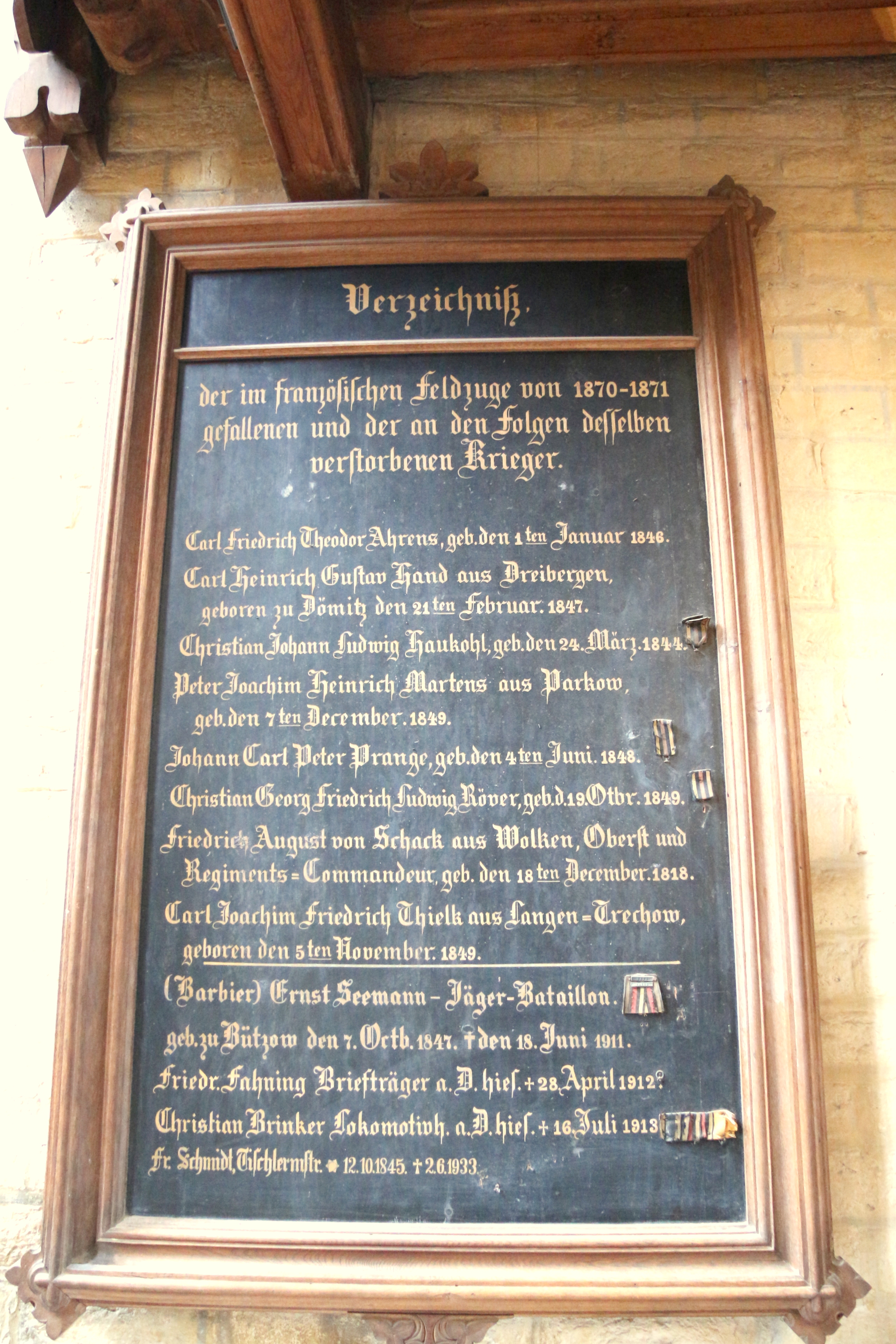
Gedenktafel 1870–1871 Liste der gefallenen Bützower Bürger im Deutsch-Französischen Krieg
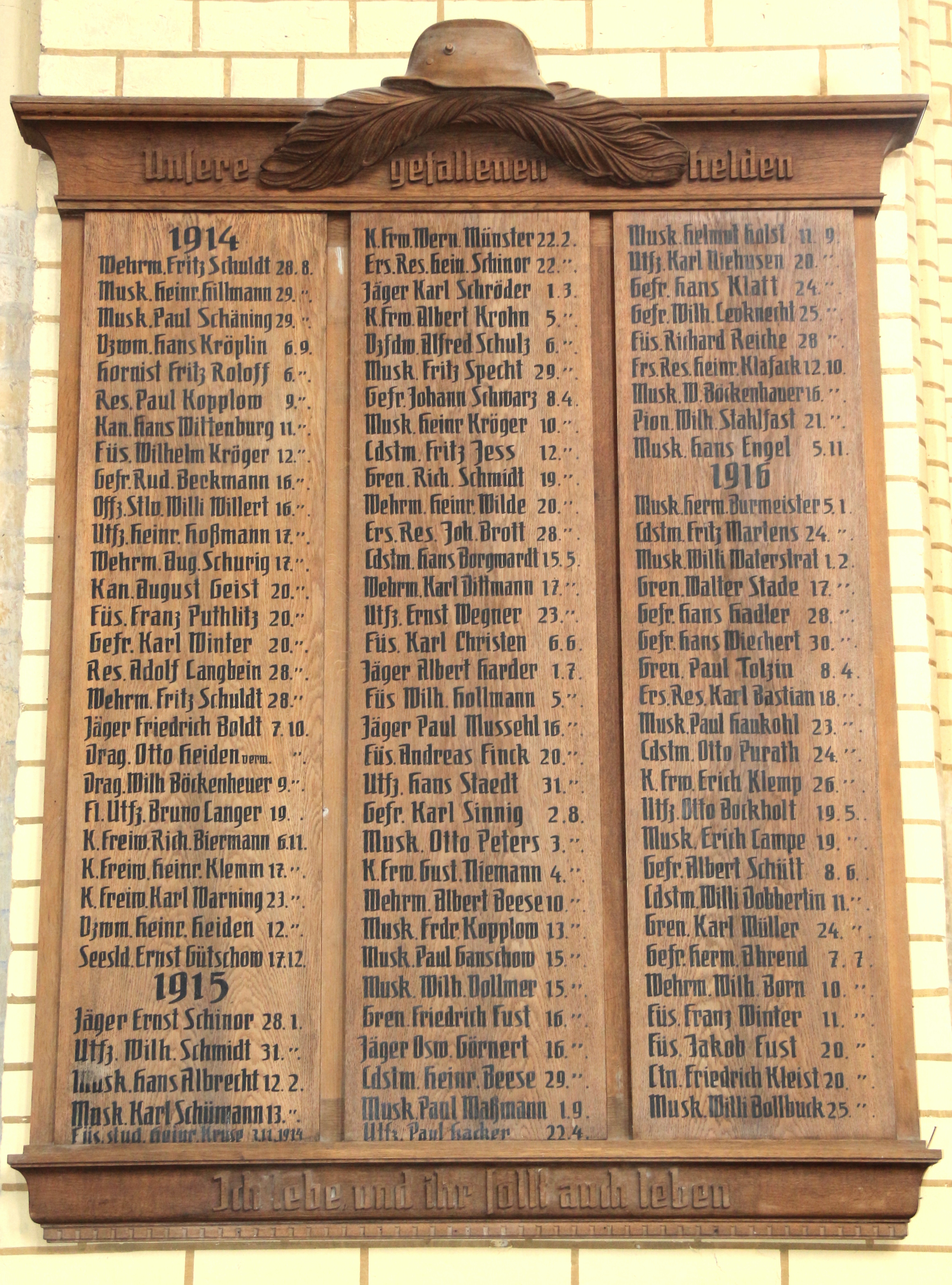
Gedenktafel I. Liste der gefallenen Bützower Bürger im Ersten Weltkrieg 1914–1916
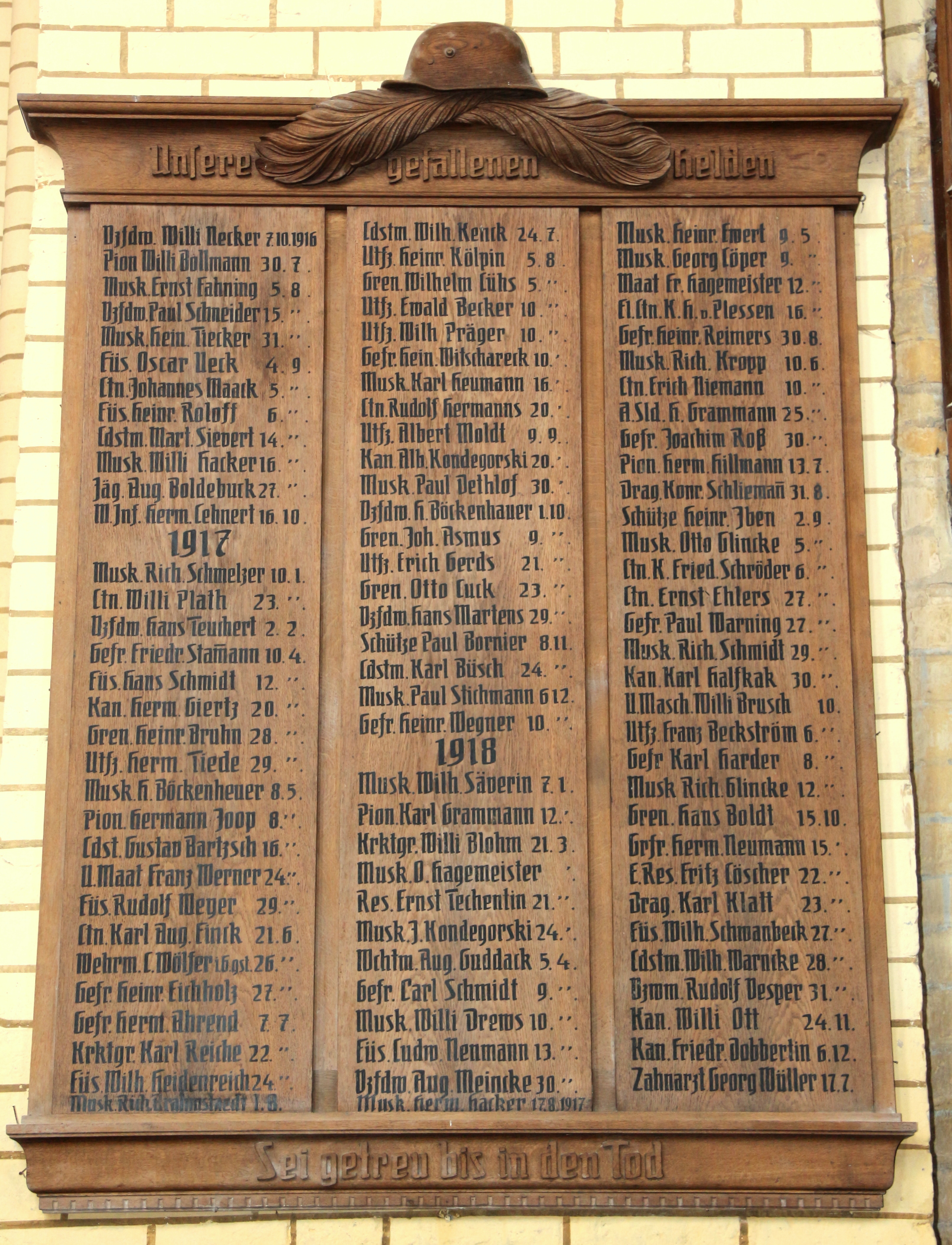
Gedenktafel II.

## Pröpste und Pastoren
Namen und Jahreszahlen bezeichnen die nachweisbare Erwähnung als Pastor.
Darunter nachfolgende Schweriner Domherren als Pröpste
| - 1261–1267 Dietrich - 1270 erwähnt Günther - 1280–1288 Volrad von Crempa - 1299–1316 Johann von Lütjenburg - 1324–1326 Georg von Serkem - 1325 erwähnt Nikolaus von Stralendorf | - 1346–1351 Johann Vultur - 1351–1358 Volrad von Doren - 1355–1364 Goswin Borentin - 1364–1392 Heinrich Moritz - erwähnt Johann Ratzow - 1400–1406 Johann Schwalenberg | - 1695–1699 Conrad Zander, Sohn von Petrus Zander Pastor zu Dobbertin |

## Kirchhof der Stiftskirche
Der Kirchhof an der Stiftskirche (53° 50′ 56,5″ N, 11° 58′ 55″ O) wurde vom 13. Jahrhundert bis zum 19. August 1808 als zentrale Begräbnisstätte der Stadt Bützow genutzt und gehörte zur kirchlichen Freiheit.

## Förderverein Stiftskirche Bützow e. V.
Im Jahr 1993 wurde der Förderverein gegründet, mit dem Ziel, gemeinsam mit der Evangelisch-Lutherischen Kirchengemeinde Bützow die Bausubstanz und Kulturgüter der Bützower Stiftskirche zu erhalten. Der Verein sammelt Gelder, koordiniert Arbeiten und führt Öffentlichkeitsarbeit durch. Seither wurden viele Projekte umgesetzt oder finanziell von dem Förderverein unterstützt.

### Projekte (Auszug)
Quelle:
- Reparaturarbeiten am Kirchturm (1995–1996)
- Sanierung der Priesterpforte von 1279 (1996–1998)
- Restaurierung der Friese-Orgel von 1877 (1996–1999)
- Sanierung der Strebepfeiler an den Außenwänden (2000–2002)
- Sanierung des Marienaltars von 1503 (2002–2003)
- Restaurierung und Vergoldung der historischen Zifferblätter am Dachreiter (2009)
- Beschaffung einer mechanischen Turmuhr und einer Uhrenglocke (2010)
- Restaurierung der Sonnenuhr von 1765 (2012)
- Restaurierung der Buntglasfenster (2015–2016)
- Anschaffung drei neuer Glocken (2016–2020)
- Restaurierung zweier Pastorenbilder und eines Doppelportraits von Luther und Melanchthon (in Arbeit)

### Ungedruckte Quellen
- LHAS 1.5-3/1 Urkunden Kollegiatstift S. Elisabeth Bützow.
- LHAS 2.12-3/4 Kirchen und Schulen, Specialia. Nr. 1401 Register der Vikarien in Bützow 1553.